# Německé včelařské spolky na území Rakouska-Uherska

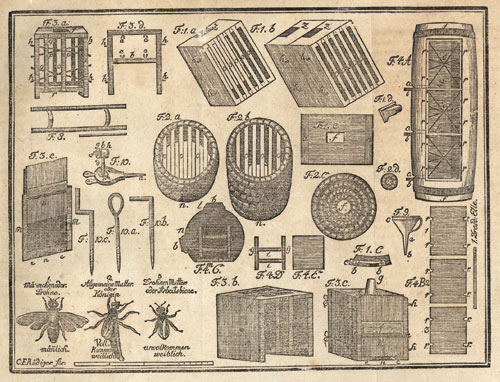
Včelařské nástroje z roku 1820

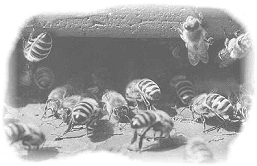
Včela medonosná (Apis mellifera) před vchodem do úlu

Německé včelařské spolky mají bohatou historii. Datum jejich vzniku spadá do konce 18. století, kdy byla na území Dolní Franky v roce 1768 založena včelařská společnost „Fränkische Bienengesellschaft“. O rok později založila Marie Terezie první veřejnou včelařskou školu. Spolupráce mezi včelaři a neustálý vývoj v tomto oboru vyústily v organizování včelařů také na území tehdejší Habsburské monarchie. První samostatný německý spolek v Rakousku-Uhersku byl založen v Čechách. Valná většina spolků se však vyvíjela z včelařských sekcí pod hospodářskými společnostmi. V roce 1860 se osamostatnil včelařský spolek ve Vídni – „Verein zur Förderung der Bienenzucht in Niederösterreich“ a po jeho statutární úpravě v roce 1880 mohlo docházet k zakládání pobočných včelařských spolků po celém Rakousku-Uhersku. Ústřední rakouský spolek vydával včelařský časopis „Bienen Vater“, který byl členům rozesílán. Sdružení včelaři přispívali do pokladny členskými poplatky, z kterých mohlo být hrazeno mimo jiného i pojištění včelstev. Rakouská centrála ve Vídni zajišťovala vzdělávání lektorů (učitelů) a řídila jejich přednáškovou činnost po absolvování včelařské školy. Dále se starala o vydávání moderní odborné včelařské literatury a kalendářů, distribuovala semena medonosných rostlin a dřevin či k tomu potřebné příručky. Včelaři se tak zasloužili o bohatou výsadbu akátů, kaštanů, lip, olší, javorů, lísek, pámelníků, jív, ale i rybízů a angreštů.

## Území a enklávy německého obyvatelstva v Rakousku-Uhersku
Německy hovořící obyvatelstvo Rakouska-Uherska bylo největší etnickou skupinou habsburské monarchie a vytvářelo především v alpských a podunajských zemích, ale i v některých částech českých zemí uzavřené jazykové skupiny. Vedle těchto hustě osídlených území existovaly ve východní části monarchie menší i větší německé jazykové ostrovy. Němci byli co do počtu jasně nejsilnější jazykovou skupinou. Při posledním sčítání lidu v monarchii v roce 1910 se hlásilo 12,6 mil. obyvatel k německé národnosti, což představovalo 23,9 % z celkového počtu obyvatel Rakouska-Uherska. V Předlitavsku byl tento podíl ještě vyšší: zde vytvářeli Němci třetinu populace, zatímco v maďarské části tvořili jen 10 %.
Těžištěm německé populace bylo tedy podunajské a alpské území, kde některé korunní země měly zcela homogenní německé osídlení. K těm patřil Salcburk, Vorarlbersko, zrovna tak Horní a Dolní Rakousko - s výjimkou Vídně, která byla lákadlem pro imigranty ze všech koutů říše. Německý jazyk dominoval ve Štýrsku (70,5 %), v Korutanech (78,6 %) a Tyrolsku (57,3 %). Tyto regiony se stávaly často dějištěm národnostních konfliktů, jelikož příslušné menšiny (Slovinci a Italové) odmítaly nárokování Němců na prvenství v oblasti vzdělávání a veřejné správy.
Zcela jiná byla situace v českých zemích, kde Německá menšina tvořila značně ekonomicky a kulturně vyspělou část populace. V Čechách představovali Němci 36,8 % obyvatelstva a jejich teritoriem se staly severní a západní Čechy s centry Liberec (Reichenberg) a Cheb (Eger). Poněkud slaběji byli zastoupeni v jižních Čechách. Na Moravě tvořili Němci 27,6 % populace. Němečtí Moravané se soustředovali především na severní a jižní Moravě. Mimo to existovalo i několik německých enkláv: vlivné německé elity určovaly život v mnoha moravských městech jako třeba v Brně a Jihlavě. V méně etnicky silné oblasti rakouského Slezska tvořili Němci největší jazykovou skupinu s 43,9 % a zastávali zde oproti Polákům a Čechům většinu.
V ostatních zemích rakouské poloviny říše byli Němci buď rozptýleni v jazykových ostrovech (např. v Kraňsku v regionu Gottschee / Kočevsko) nebo tvořili skupinu zástupců centrální státní moci ve veřejné správě a armádě či společenskou elitu (aristokracie, vyšší střední třída), a to aniž by v těchto místech dosáhli signifikantní většiny. Zvláštní případ reprezentovala Bukovina, kde ani jedna národnost nedominovala. Relativně silnou pozici německy mluvícího obyvatelstva zajišťovali Židé. Z 21,2 % obyvatel Bukoviny hlásících se k německému jazyku byla většina židovského vyznání.
V maďarské polovině říše se Němci nacházeli v pozici národnostní menšiny a byli stejně jako ostatních nemaďarské národnosti vystaveni silné maďarizaci. V Uherském království tvořila německá jazyková skupina 10,4 %, v Chorvatsku 5,1 %. Zbytek Němců osídloval oblasti z dob středověké kolonizace (západní Uhry, horská města a spišští Němci Horní Uhry, sedmihradští Sasové Transilvánii) nebo oblasti středních a jižních Uher po dosídlování zničených oblastí po Tureckých válkách (dunajští Švábové a Banát).

## Historie právních úprav

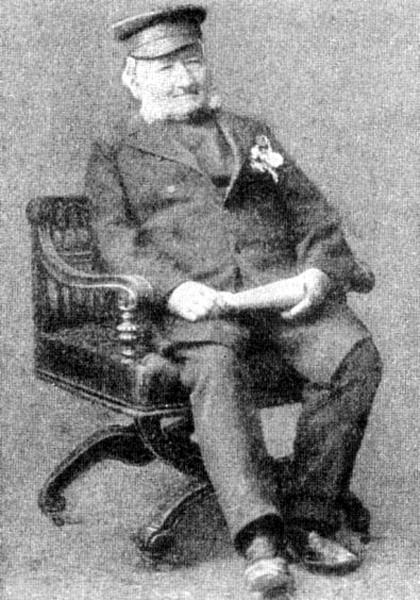
Johann Dzierzon, (16. ledna 1811 Lowkowitz/Bienendorf – 26. října 1906 Lowkowitz),
katolický kněz, který se od roku 1823 zabýval včelařstvím. Opatroval více než 400 včelstev a jako přednášející byl velmi vítán nejen v rodném Slezsku, ale i v cizině. Je autorem několika knih z včelařské teorie a praxe. Dzierzon je považován za objevitele samobřezí reprodukce (Partenogeneze) u včel. V roce 1872 obdržel čestný doktorát na univerzitě v Mnichově.

Karel IV. vydal roku 1350 v Norimberku list brtnického práva, který upřesnil povinnosti a práva brtníků, mistrů, hajných a polesných. Včelaři se tak mohli nadále sdružovat v cechu. Nemálo významným počinem bylo i zřízení brtnického soudu se sídlem ve městečku Fechtu nedaleko Norimberku. Soud rozhodoval ve věcech majetkových a provozních s výjimkou smrtelných případů. Brtnické soudní a správní společnosti vznikly dále ve dvou oblastech Lužice (do roku 1636 součástí Českého království) a ve třech oblastech německých států. Tato právní úprava byla také převzata na území Moravy.
Doba reformace, úpadek katolické víry, počínající dovoz cukru ze zámořských kolonií a konečně i v 17. století Třicetiletá válka způsobily téměř úpadek včelařství. Škody na včelařství způsobené válkou se pokusil císař Leopold I. nejstarším včelařským zákonem (Gesetz zur Bienenzucht in Österreich) v roce 1679 zmírnit. To se nepodařilo ani Karlovi VI. jeho ochrannými nařízeními.
Císařovna Marie Terezie založila v Belvederu v roce 1769 včelařskou školu a podle vzoru pruského panovníka Fridricha II. Velikého, ctitele a budovatele včelařství, vydala 8. 4. 1775 včelařský patent pro Dolní Rakousy a pro Moravu. Patent se skládal z 16 bodů. První body se týkaly včelařského školství. Výuka na školách byla bezplatná a přístupná všem. V bodech 7, 11 a 12 osvobodila chov včel na věčné časy od veškerých poplatků a daní. Body 9 a 10 se věnovaly kočování se včelstvy. Bod 14. dovoloval majiteli vyrojených včel do 24 hodin roj následovat i na cizím pozemku či majetku. Za škody byl samozřejmě zodpovědný. Bod 15 trestal ničení včelích úlů. Poslední bod se věnoval krádežím, které zahrnoval mezi tzv. krádeže kvalifikované podle zákoníku Constitucio Criminalis Thereziana (tzv. Tereziana). Podobný patent vydala pro Čechy Marie Terezie na Pražském hradě 30. 8. 1776.
Dne 1. 6. 1811 byl v Rakousku vyhlášen (platnost od 1. 1. 1812) Všeobecný občanský zákoník (ABGB). Některá ustanovení tereziánských patentů platila i nadále (o kočování včel, o osvobození včelařství od daní a poplatků, o možnosti chovu včel v libovolném počtu a zákazu ničení včel „lupiček“). Zákoník pozměnil ve prospěch vlastníka roje právo rojové. Divoké včely se okupací stávaly včelami domácími a mohl si je okupovat kdokoliv, leč byly považovány za věc bez pána. Škody způsobené včelami se braly za nešťastnou náhodu. Podle nového trestní zákoníku ze dne 27. 5. 1852 se odcizení včelstva nyní považovalo za obyčejnou krádež věci movité. Roku 1879 vstoupil v platnost moderní včelařský zákon pro Gorici a Gradisko (dnešní Slovinsko).

## Počátky včelařských spolků v Německu
První hospodářské spolky (Ackerbaugesellschaften) se objevily v Německu kolem poloviny 18. století. K těm nejstarším patřily: Thüringische Landwirtschaftsgesellschaft zu Weißensee (1762), Königliche Landwirtschaftsgesellschaft zu Celle (1764), Landwirtschaftliche Sozietät in Leipzig (1764), Ökonomisch-patriotische Gesellschaft zu Breslau (1772) atd. V roce 1768 vznikla včelařská společnost „Fränkische Bienengesellschaft“. Skutečný rozvoj a šíření hospodářských spolků se odehrával ale až od poloviny 19. století. V roce 1838 vyšel první včelařský časopis „Monatsblatt für die gesamte Bienenzucht“. Včelařské spolky pořádaly periodické putovní sjezdy, které započali včelaři nazývat „Wanderversammlungen“. První sjezd pod názvem „Wanderversammlung der deutschen Bienenwirte“ se konal v roce 1850 ve městě Arnstadt na počest založení samostatného včelařského spolku. Od roku 1866 nesly rozšířený název „Wanderversammlung der deutschen und österreichisch-ungarischen Bienenwirte“. Na 25. sjezdu v Kolíně nad Rýnem (1880) byl založen centrální svaz německých včelařů „Deutsche bienenwirtschaftliche Zentralverein“. Jednotná organizace vznikla až v roce 1907 založením německého svazu „Deutscher Imkerbund“ ve Frankfurtu nad Mohanem.

## Předlitavsko

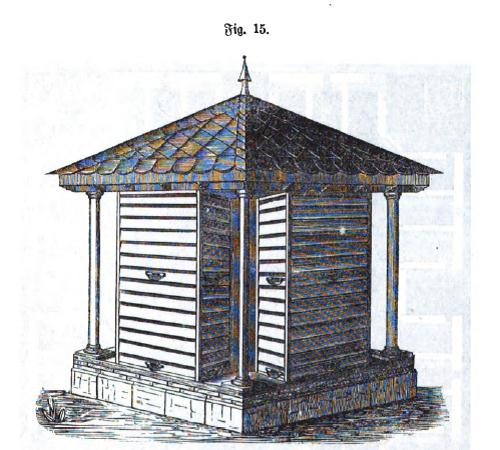
Třípatrový úl k pozorování včelstva - vynález barona August von Berlepsch (Z monografie: Die Biene u. ihre Zucht mit beweglichen Waben)

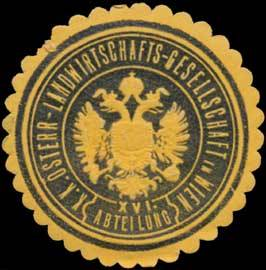
Pečetní znak K.K. österr. Landwirtschafts-Gesellschaft ve Vídni, 1850 - 1923

Náznaky hospodářských společenstev se objevily ve formě „Ackerbaugesellschaften“ v 18. století: v Čechách (1770 „c. k. Vlasteneckohospodářská společnost“), na Moravě (1767), ve Slezsku, Kraňsku, Horním Rakousku, Štýrsku, Korutanech (1765) a Tyrolsku (1767 „Tiroler Ackerbaugesellschaft“). V roce 1773 potvrdila Marie Terezie dvorním dekretem i hospodářskou společnost ve Vídni, která se z válečných důvodů udržela jen do roku 1783. Postupně došlo k rozpuštění hospodářských sdružení i v ostatních provinciích. Ve Štýrsku ji zrušil v roce 1787 sám císař Josef II. První kroky k opětovnému řešení hospodářských zájmů ve sdružené podobě podnikl Franz Ritter von Heintl, který se 20. října 1807 přičinil o znovuzaložení „k. k. Österreichische Landwirtschaftsgesellschaft“. Z počátku společnost nevyvíjela velké aktivity, což zapříčiňovaly zajisté válečné problémy. Prvním důležitým počinem protektora společnosti, rakouského arcivévody Jana Habsburského, se stalo 29. srpna 1811 znovuobnovení hospodářské společnosti pro Moravu a Slezsko „Gesellschaft zu Förderung des Ackerbaues in Mähren und Schlesien“.
V roce 1812 Rakouská hospodářská společnost ve Vídni přepracovala stanovy a následně tak učinila v roce 1819 Štýrská hospodářská společnost (Steiermärkischen Landwirtschaftsgesellschaft), které jako jediné bylo povoleno zřizování filiálních spolků. V roce 1838 následovalo znovuzaložení hospodářské společnosti pro Tyrolsko a Vorarlbersko, 1843 pro Korutany, 1845 pro Horní Rakousko, 1848 pro Salcburk. V roce 1853 vznikl ve Vídni při hospodářské společnosti včelařský odbor (Sektion für Bienenzucht), z kterého se v roce 1860 konstituoval včelařský spolek „Verein zur Förderung der Bienenzucht in Niederösterreich“. Po přepracování stanov v roce 1880 mohlo docházet k zakládání pobočných spolků. Zároveň začal vycházet časopis „Bienen Vater“. Založena byla nejen včelařská škola (Imkerschule), která vyškolovala putovní lektory (Wanderlehrer) pro šíření osvěty a proškolování po celé monarchii, ale ve spolupráci s německými včelaři byly pořádány společné putovní sjezdy a výstavy (Wanderversammlungen). V roce 1890 došlo k ustanovení ústředního včelařského spolku pod názvem „Zentralverein für Bienenzucht in Österreich“. O vznik nových regionálních organizací se zasloužil zejména Theodor Weippl. Periodická setkávání na sjezdech (Wanderversammlungen) se udržela v Rakousku téměř v nezměněné podobě dodnes.
Moderní včelařství odstartoval švýcarský chovatel včel Francois Huber, který sestrojil úl, do něhož se mohlo nahlédnout (Huberův rámkový úl). Pro pozorování včelstev měl takový vynález ohromný význam. Nepohodlnou práci s kláty odstranil slezský farář Johannes Dzierzon. Sestavil úl ze dřeva s pevným víkem a dnem a dovnitř umístil dřevěné lišty jako nosiče plástů. Jeho žák, baron August von Berlepsch sestavil rámek, který se vlastně používá dodnes. Na základě Berlepschova systému se konečně mohlo nahlížet do včelstva bez porušení díla. V roce 1865 představil Francesco de Hruschka revoluční vynález medometu. Tím byl dán základ k novému a modernímu včelařství - období nazývané racionálním včelařstvím bylo odstartováno.

### Království české

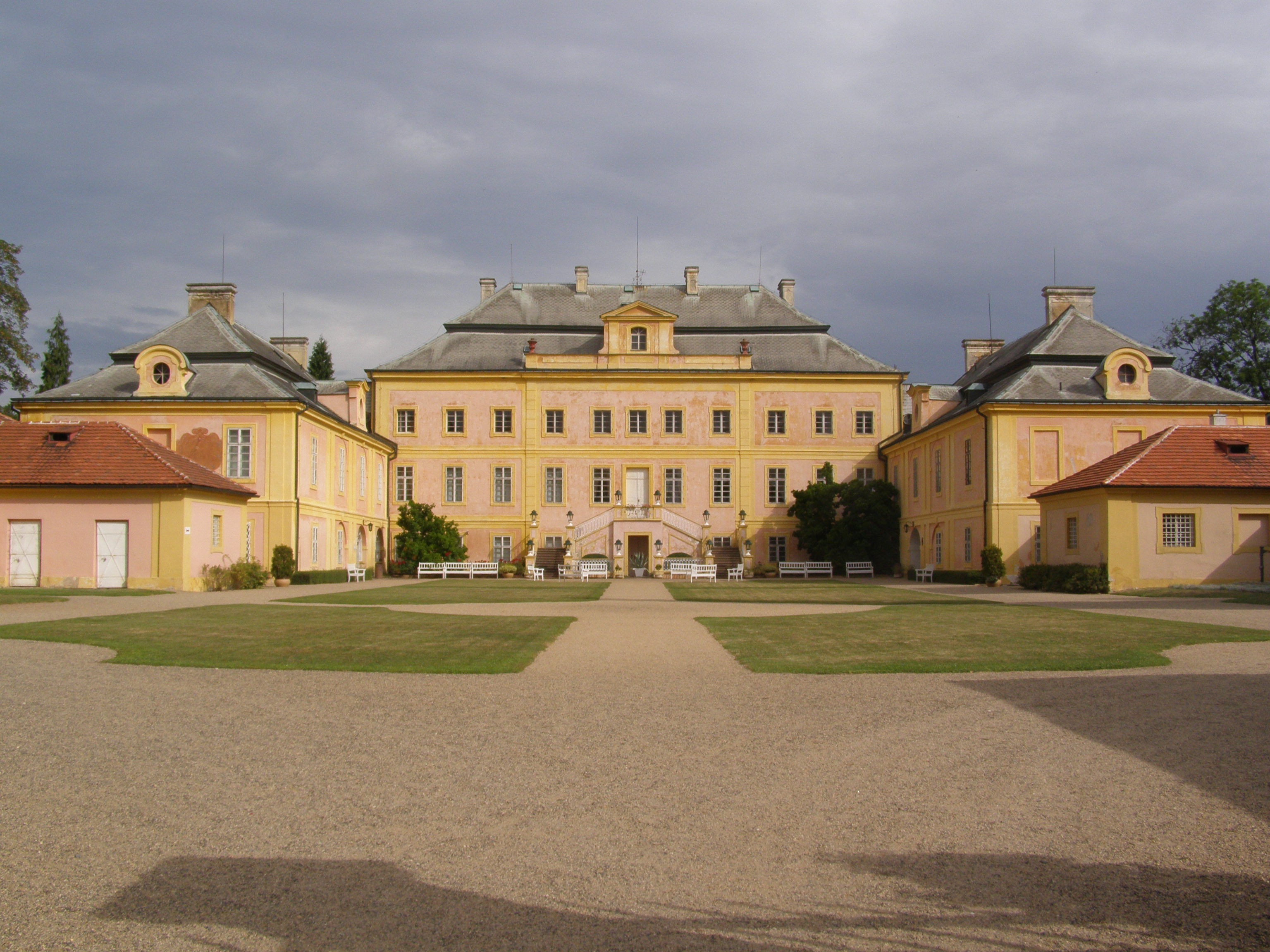
Zámek Krásný dvůr. Po absolvování kněžského semináře v Litoměřicích se Johann Nepomuk Oettl seznámil na faře v Libědicích u Kadaně s hrabětem Eugenem Černínem z Chudenic. Na jeho panství v Krásném dvoře se také konalo v roce 1852 v zámeckém parku slavnostní shromáždění včelařů a založení prvního včelařského spolku v Čechách.

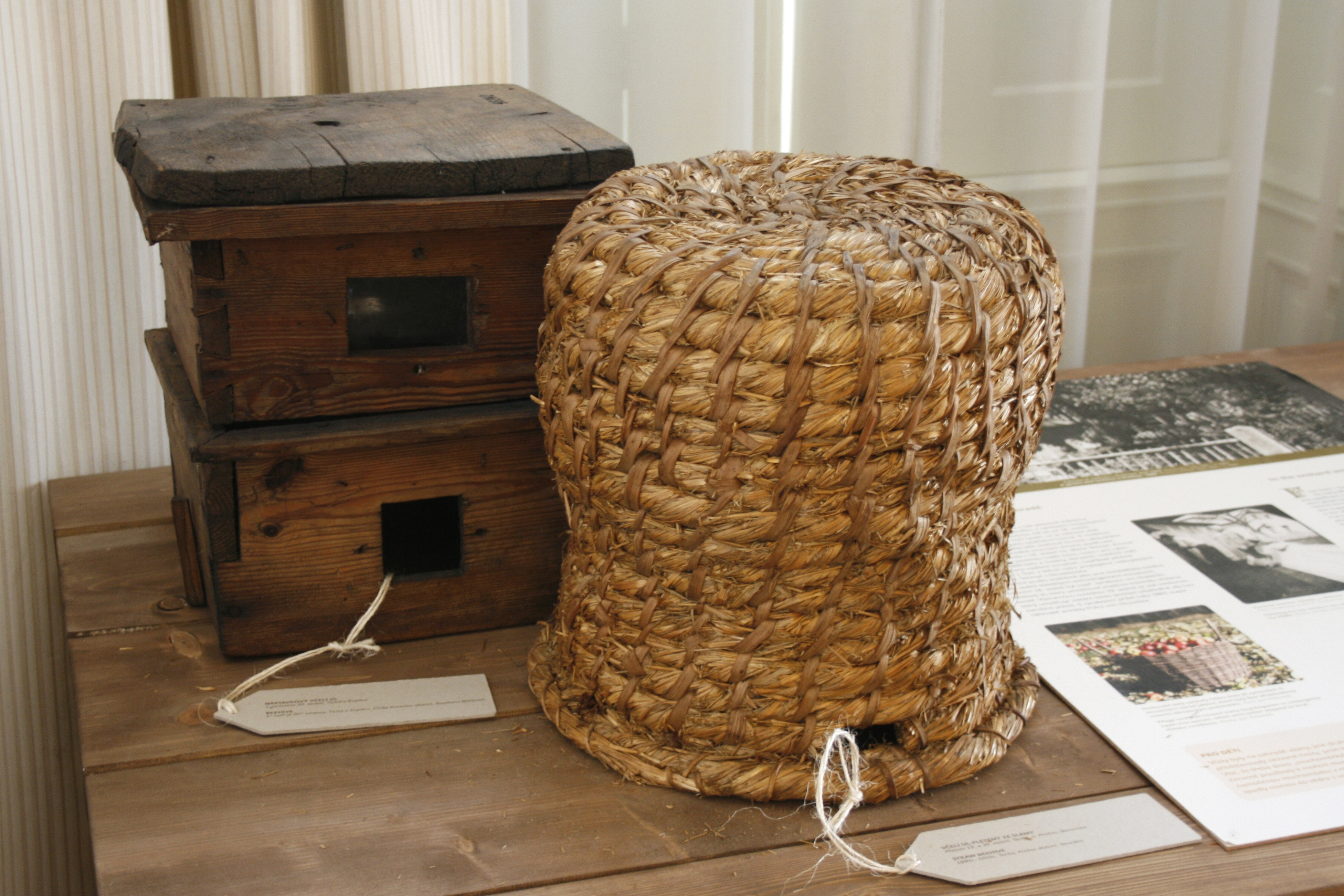
Vlevo nástavkový včelí úl (1. pol. 20. století, Tichá u Kaplice), vpravo pletený ze slámy (přelom 19. a 20. století, Terňa, Slovensko)

Téměř současně jako v Durynsku založil Johann Nepomuk Oettl první včelařský spolek v Rakousku-Uhersku. Farář Johann Nepomuk Oettl se narodil 29. června 1801 v zaniklých Dolanech u Kadaně a zemřel 7. září 1866 v Brodech u Krásného Dvora. Po vysvěcení se započal věnovat včelaření. V té době na území Rakouska-Uherska již včelaři končili s vybíráním medu ve stromech (brtnictví) a přecházeli na chov včel v klátech, z kterých se vyvinuly dnešní úly. J. N. Oettl zastával nové metody a v roce 1834 sestavil dělitelný slaměný úl Prinzstock.
Oettl se zapojoval i do jiných oblastí spolkového nebo společenského života – byl členem Hospodářské společnosti vídeňské, Vlastenecko-hospodářské společnosti pro Čechy a vědecké společnosti Sociéte centrale ďapiculture v Paříži. Dne 1. června 1852 založil pod záštitou hraběte Černína na zámku Krásný dvůr u Podbořan „Zemský spolek pro povznesení včelařství v Čechách“ a až do své smrti mu také předsedal. Spolek byl samostatný a vedený německy. V roce 1879 se o spojení českých a německých včelařských spolků diskutovalo, jednání nebyla ale úspěšná, takže se spolek od roku 1887 stal pod názvem „Bund deutscher Imker in Böhmen“ (Svaz německých včelařů v Čechách) výlučně německým.
V Brodech vybudoval Oettl svůj pověstný „Včelí dům“. Své včelařské výzkumy a nové metody publikoval v několika časopisech v Rakousko-Uhersku i zahraničí. Vydával časopis „Der Bienenvater aus Böhmen“. Jeho nejznámější knihou se stala příručka „Klaus, der Bienenvater aus Böhmen“ z roku 1838. České vydání vydala Hospodářská společnost v roce 1843 pod názvem „Vítek včelař a spolu oulař.“ V roce 1856 obdržel od c. a k. vlastenecké hospodářské společnosti zlatou medailí a roku 1862 se mu dostalo od císaře Františka Josefa I. nejvyššího uznání. Čestným členem včelařských spolků byl jmenován nejen v Čechách, ale i v zahraničí. Právem je přezdíván „otec českého včelařství“.
Od roku 1903 zastupoval společné zájmy německých včelařů „Říšský svaz německých zemských včelařských spolků“ se sídlem v Praze. Po vzniku první republiky se museli Němci na nátlak nového československého státu od německých a rakouských spolků distancovat a založit své centrály v Československu. Z tohoto důvodu byl v Praze ustanoven v roce 1919 nový německý ústřední spolek „Deutscher Bienenwirtschaftlicher Landes-Zentralverein für Böhmen“. Přestože už nacionalistické tendence na obou stranách nabíraly na síle, v některých oblastech, jako byla ochrana před nákazami včel, zužitkování včelích výrobků a zajišťování přídělu pro krmení včel, probíhala mezi českými a německými včelaři zdárná spolupráce. Od 16. května 1921 české a moravské včelařské spolky zastřešoval Svaz zemských ústředních spolků včelařských v ČSR. Starostou svazu byl zvolen farář Josef Kebrle.

### Markrabství moravské

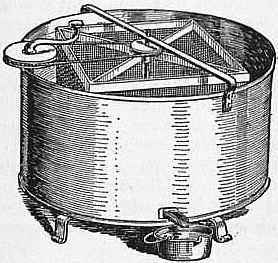
Francesco de Hruschka - medomet vlastní konstrukce na získávání medu. Hruschka použil poprvé v historii princip odstředivé síly. Tento vynález měl významný vliv na rozvoj včelařství.

Vývoj včelařských organizací na Moravě se od českých včelařských poměrů odlišoval. Hybateli včelařského pokroku se stali hlavně učitelé a kněží. Po sjezdu německých včelařů ve Vídni v roce 1853 došlo z podnětu rakouského arcivévody Jana Habsburského 29. srpna 1811 k znovuobnovení hospodářské společnosti pro Moravu a Slezsko „Kaiserlich-Königliche Mährisch-Schlesische Gesellschaft zur Beförderung des Ackerbaues, der Natur- und Landeskunde“. Členem správní rady se stal Cyrill Franz Napp, opat augustiniáského kláštera v Brně, který měl velkou zásluhu na zřízení včelařského odboru. Napp kolem sebe soustředil včelařské pokrokové odborníky a nadšence, mezi nimiž se nacházel i Jan Hausmann.
Napp s Hausmannem vypracovali společně návrh stanov (Regulativ), které Hospodářská společnost schválila 6. prosince 1854. Sekce sdružovala moravské, slezské i německé včelaře. V popředí stál vojenský lékař Dr. Franz Žiwansky. V roce 1865 se konal v Brně sjezd německých včelařů „Wanderversammlung der deutschen Bienenwirte“. Právě na něm prezentoval italský major Francesco de Hruschka poprvé svůj revoluční vynález medomet. První číslo pravidelného měsíčníku „Die Honigbiene von Brünn“ (Včela Brněnská) vyšlo 30. března 1867. Brno se stalo doslova Mekkou moravského včelařství.
Žiwansky se zasazoval o vznik samostatného moravského včelařského spolku (mährische Bienenzucht-Verein). V prosinci 1868 došlo ke schválení stanov a k 1. lednu 1869 spolek zahájil svou činnost (Slezsko samostatné od roku 1870). Oslava samostatnosti se pojila 25. srpna 1869 s prvním moravským sjezdem „Wanderversammlung der deutschen und österreichisch-ungarischen Bienenwirte“ ve Znojmě. Další významnou osobností na poli moravského včelařství byl Gregor Johann Mendel, taktéž opat augustiniánského kláštera na Starém Brně. V roce 1871 postavil v klášterní zahradě včelín pro 15 úlů. V tomto roce se Žiwansky i Mendel zúčastnili sjezdu rakouských a německých včelařů v Kielu, kam byli delegováni za svoji aktivní činnost ve spolkovém životě.
Po smrti Žiwanského nastala ve spolku krize. Až pod vedením nového předsedy Benedikta Korčiana (od roku 1883), benediktinského opata kláštera v Rajhradě, se situace zlepšovala. Po statutární úpravě rakouského včelařského spolku ve Vídni vzniklo mnoho nových místních a venkovských včelařských spolků, takže německá sekce hospodářské společnosti podporovala snahy o vytvoření zemského ústředí. Jednání doprovázely spory mezi moravskými a německými včelaři kvůli přímému členství. Stanovy „Zemského ústředního spolku včelařského pro markrabství moravské“ byly úředně schváleny 25. září 1898.
V roce 1904 Zemský ústřední spolek včelařský pro markrabství moravské v Brně slavil památku svého padesátiletého trvání. Ve své činnosti, směřující ke zvelebení moravského včelařství, působil hlavně k tomu, aby se co nejvíce šířilo včelařské vzdělání a vědomosti, aby byla poznána mravní a hospodářská důležitost včelařství a aby byl o toto hospodářské odvětví probouzen zájem. Spolku šlo o zobecnění plemenného chovu včel, vypěstění zušlechtěné staré domácí včely a o doplnění a utvrzení včelařské organizace.
Za účelem šíření včelařského vzdělání, zdokonalení a prohloubení včelařských vědomostí, byly pořádány včelařské kurzy a výstavy. Konaly se včelařské přednášky a byl vydáván spolkový list Včela moravská. Kurz začátečníků v Brně, pořádaný ve spolkovém domě na Vídeňce vždy v neděli odpoledne (v roce 1904 od 17. dubna do 26. června, kdy se konaly poslední zkoušky), řídil redaktor Včely moravské František Zřídkaveselý. Při Zemské jubilejní výstavě včelařské v Brně byl od 17. do 19. srpna 1904 za řízení včelmistra nadučitele Ludvíka Doležala pořádán všeobecný včelařský kurz doprovázený odbornými přednáškami a konány zkoušky kočovných učitelů včelařství. Před konáním zemské výstavy v Brně se jako příprava na ni konaly: 31. července 1904 blanenským spolkem pořádaná včelařská výstava ve Sloupě a od 31. července do 7. srpna 1904 výstava ve Velké Bystřici u Olomouce, kterou pořádal spolek pro Olomoucký a Šternberský okres. Z této výstavy se stala rozsáhlá výstava celé severní Moravy.
Se zemskou jubilejní včelařskou výstavou, jež byla pořádána od 14. do 21. srpna, byl kromě slavnostní valné hromady spojen sjezd delegátů pobočných včelařských spolků, soustředěných v ústředním spolku, při němž bylo mimo jiné usneseno zřízení družstva na zužitkování medu a výrobu medoviny. Ve dnech 16. a 17. srpna se konal sjezd česko-slovanských včelařů za četné účasti včelařů z Moravy, Čech a Slezska, a také polských zástupců. Při tomto sjezdu byla kromě jiného jednání hlasováním stanovena normální míra pro úly se širokoúzkými rámky na 39 x 24 cm.
Na oslavu padesátiletého jubilea spolkového sdružení moravských včelařů spolek vydal Jubilejní památník včelařů moravských, který napsal František Adamec, farář v Havraníkách. Šíření včelařských vědomostí, navádění včelařů k racionálnímu včelaření bylo zajišťováno konáním značného počtu včelařských přednášek na celé Moravě. Vedli je jednak kočující učitelé včelařství, a dále ve schůzích pořádaných pobočnými spolky i ostatní zkušení odborníci.
Plemenná stanice v Dědicích a oplozovací stanice na Ferdinandsku u Dědic spravované učitelem Ludvíkem Fialou, a druhá plemenná a oplozovací stanice v Halenkovicích vedená nadučitelem Josefem Mannsfeldem byly určeny pro plemenné šlechtění a chov domácího plemene. Za účelem lepšího poznání plemenného chovu včel, jenž má za úkol zamezit příbuzenskému křížení a tím degeneraci včely, byl v roce 1904 konán zvláštní kurz o plemenném chovu. Kurz pořádal Ludvík Fiala, autor Návodu ku plemennému chovu včel, jejž vydal Zemský ústřední spolek včelařský. Po teoretické části 23. května následovala v době zemské výstavy praktická část. Oplozovací stanice byla za tím účelem převezena z Ferdinandska na výstaviště do Brna. Zemský ústřední spolek včelařský v té době provozoval 14 pozorovacích stanic, na nichž včelaři stále pozorovali svá včelstva, prováděli výzkum a nabyté zkušenosti sdíleli s ostatními včelaři. Zprávy o jejich činnosti byly zveřejňovány každý měsíc ve spolkovém orgánu Včele moravské.
V roce 1906 bylo pod jednotnou správou šestnáct pozorovacích stanic. Patnáct jich působilo na Moravě a jedna ve Slezsku. V průběhu roku přestala pracovat stanice v Předklášteří, již vlastním nákladem zřídil František Stejskal. Jako náhradu za ni zřídil olomoucko-šternberský spolek novou stanici v Řepčíně u Olomouce. Jejím vedoucím se stal ředitel školy Jan Filipec. Stanice v Jesenci byla přenesena do Řimic u Litovle, kam se přestěhoval její vedoucí H. Melhuba. S odchodem zakladatele moravských pozorovacích stanic Ludvíka Fialy do Slavkova začátkem roku 1907 zanikla stanice v Dědicích, jež byla první na Moravě zřízenou pozorovací stanicí. Stanice, včetně dědické, byly koncem roku 1906 rozloženy tak, že na jižní a severní Moravě bylo po dvou stanicích, ve středu Moravy bylo šest stanic, na západní Moravě pět a jedna stanice byla ve Slezsku (Kamenka).
V roce 1911 se moravští včelaři rozdělili, když bylo založeno Zemské sdružení českých samostatných spolků včelařských na Moravě. Tímto nadále ústřední spolek zastřešoval pouze včelaře německé. Po rozpadu Rakouska-Uherska a následném založení Československa vyvíjela vláda tlak na veškeré německé spolky, které měly své centrály v Německu nebo v Rakousku, což postihlo i včelařský spolek na Moravě. V roce 1919 byl tak založen Samostatný Německo-moravský včelařský svaz (Deutsch-mährischer Imkerbund).

### Vévodství slezské
V Opavě (Troppau) se nacházela od roku 1863 rakousko-slezská lesnická společnost „Land- und Forstwirthschafts-Gesellschaft“ se 700 členy. Neměla zřízené ale žádné speciální sekce a spojovala 30 oblastních vedení. Od roku 1867 fungoval v Bernarticích (Barzdorf) pro oblast severozápadního Slezska spolek „Land- und forstwirthschaftliche Verein“ s 10 hospodářskými filiálními kasiny (Casinos) a od roku 1870 hospodářský spolek „Landwirthschaftliche Verein“ pro vévodství Těšínské (Teschen) s filiálním spolkem „Land- und forstwirtlischaftliche Filialverein zu Teschen“.
Počátky včelařství ve Slezsku v letech 1797 až 1834 jsou spojeny s opavským starostou a velkovčelařem Josefem Schösslerem. Společně s moravskými spadali slezští včelaři pod včelařský odbor při Hospodářské společnosti v Brně (1854). Teprve v roce 1870 si založili včelařský spolek „Bienenzuchtverein“ v Bruntále, který se transformoval v roce 1893 na „Schlesischer Landesverein für Bienenzucht“ (Zemský ústřední spolek včelařský pro vévodství slezské) se sídlem v Opavě. Spolek sdružoval české, polské a německé včelaře a jeho ústředním orgánem se stal časopis „Der schlesische Imker“ společně s c. k. místodržitelstvím. V roce 1897 opustili spolek Poláci, postupně i Češi, kteří si 15. května 1903 založili spolek vlastní. Po vzniku Československa v roce 1919 obnovil svou činnost pod názvem Zemský ústřední spolek včelařský pro Slezsko, pod kterým se rozvíjelo české včelařství.

### Arciknížectví dolnorakouské
Dne 1. října 1860 stanuli na špici nově založeného Spolku pro podporu včelařství pro Dolní Rakousko (Verein zur Förderung der Bienenzucht in Niederösterreich): zakladatel a předseda Franz Josef Kolb, místopředseda Don Clemens Diwald a místopředseda Martin Tentschert. Stanovy z 11. dubna 1860 potvrdil v prosinci 1868 ministr hrabě Agenor Romuald Gołuchowski. Po smrti předsedy došlo k úpravě stanov a 23. května 1868 byl do čela zvolen Don Clemens Diwald. Spolek včelařů se po nákupu včelího pavilonu v Emmerbergu a následných těžkostech rozštěpil. Don Clemens Diwald založil v roce 1871 nový spolek „Verein für Bienenzüchter und Bienenfreunde in Wien“.
Po dlouhých intervencích ze strany ministerstva se nakonec podařilo oba spolky v roce 1873 sjednotit pod názvem „Bienenzüchter-Verein in Wien“ a uspořádat ve Vídni včelařskou výstavu. Po změně stanov v roce 1880 se rozběhlo zakládání pobočných spolků v Dolním Rakousku, Tyrolsku, Štýrsku, Korutanech, Kraňsku, Čechách, na Moravě a ve Slezsku. V roce 1881 se konal včelařský sjezd (Wanderversammlung der deutschen und österreichisch-ungarischen Bienenwirteve) ve Wiener Neustadt, na jehož výstavě představil Mathias Arnold veřejnosti svůj úl tzv. „Beobachtungsstock“, který obdivoval i sám Dzierzon. Mezi první pobočné spolky patřil v Dolním Rakousku 13. února 1888 založený spolek „Verein der Bienenzüchter in Marchfeld“.

### Arciknížectví hornorakouské

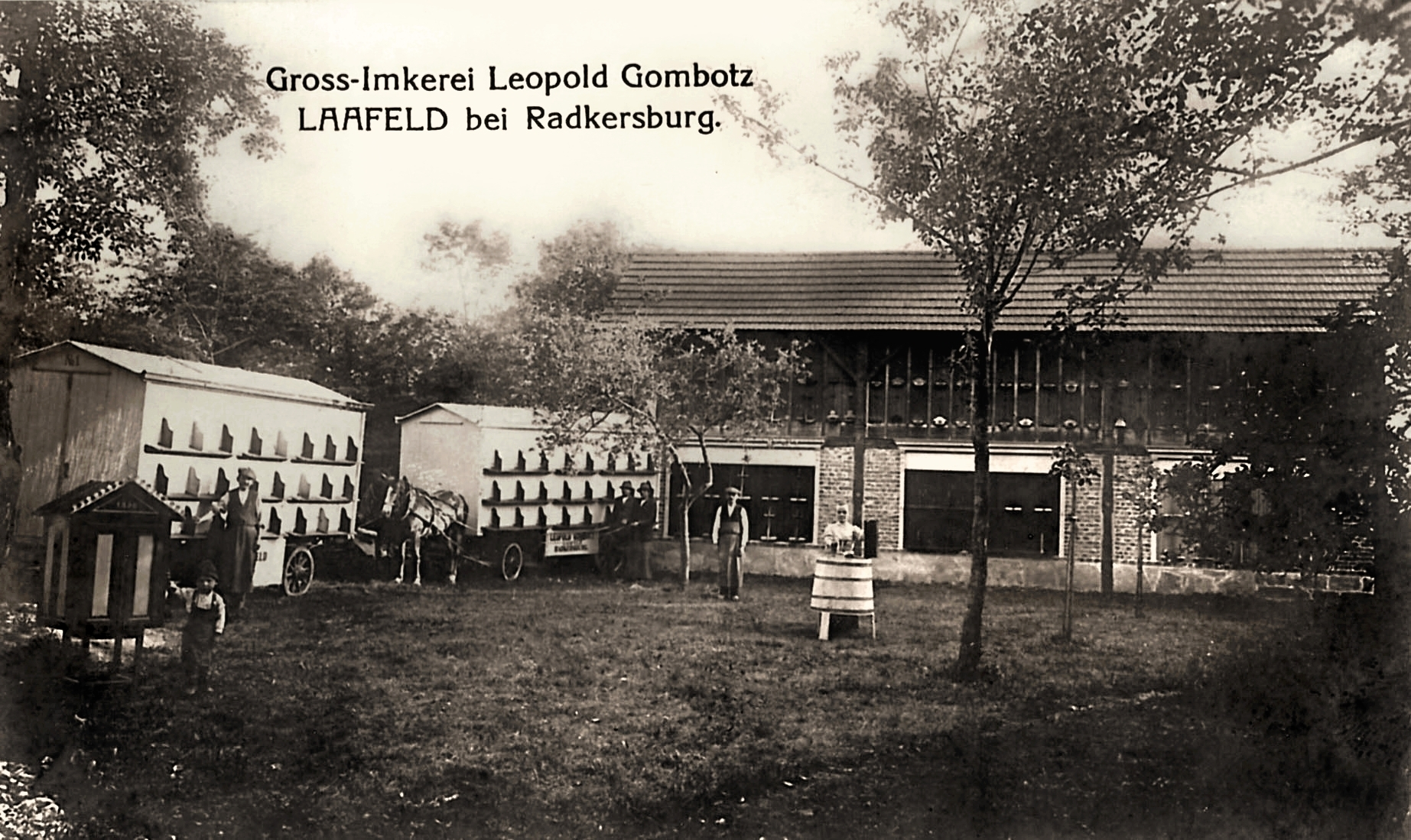
Pohlednice z rakousko-uherského velkovčelařství Leopold Gombocz (1875–1943) z roku 1909. Na fotografii je vidět část dvora (včelařství) v obci Laafeld u Radkersburgu (Štýrsko; dnešní adresa: Laafeld 76–77, Bad Radkersburg), váha se dvěma úly, Gomboczem vyrobené speciální vozy pro 54 včelstev, jeden s koňským spřežením, včelí dům se 170 včelstvy, medomet. Zleva doprava - Leopold Gombocz, před ním jeho syn Leopold a uprostřed u medometu manželka Theresia Gombocz, dále zaměstnanci a kočí.

Na začátku 19. století neexistovaly včelařské spolky ani v Horním Rakousku. V roce 1821 se započali organizovat včelaři ze Solné komory a založili společnost „Bienenzucht-Aktiengesellschaft in Bad Ischl“. Finanční potíže způsobené nízkou návštěvností lázní se odrazily na jejím rozpuštění (1851). Jan Habsbursko-Lotrinský podnítil v roce 1845 založení hospodářské společnosti (k. k. Landwirtschaftsgesellschaft für Oberösterreich) ve městě Linci. Následovalo vydání hospodářského časopisu, ve kterém se objevovaly příspěvky k včelařství z oblastí Freudenstein, Braunau, Kleinzell, Vorchdorf a dalších.
V roce 1861 začala fungovat pod hlavičkou hospodářské společnosti nová včelařská sekce. Jejím hlavním úkolem bylo zavádění a používání metody podle Johanna Dzierzona (beweglicher Wabenbau). Velmi rychle se po jejím založení rozběhlo zakládaní včelařských spolků, putovních sjezdů a výstav (Wanderversammlungen). V květnu 1869 se hornorakouští včelaři dočkali časopisu „Bienenvater“. První pobočný včelařský spolek (Bienenzuchtverein) založili nadšenci pro včelařství roku 1885 ve Welsu. Další skupina sedmi včelařů se objevila v roce 1887 v Linci. Mezi nimi i Hans Huemer a kapucínský farář Caspar Urasek. Farář Urasek se také zasloužil 30. března 1890 o založení zemského hornorakouského spolku „Oberösterreichischer Landes-Bienenzüchterverein“ a byl také zvolen jeho prvním předsedou.

### Vévodství štýrské
Včelařství se rozvíjelo především ve Středním a Dolním Štýrsku. Z 82 000 úlů připadalo 47 procent na Střední Štýrsko, 36 procent na Dolní Štýrsko a pouhých 17 procent se nacházelo v Horním Štýrsku. Od roku 1865 fungoval ve Štýrsku včelařský spolek jako přechodná sekce pro včelařství a výrobu hedvábí pod štýrskou hospodářskou společností (der Steiermärkischen Landwirtschaftsgesellschaft). Samostatně začal fungovat od roku 1870 a nesl název „Steiermärkische Bienenzuchtverein“. Současně fungovala ve Štýrsku pobočka (Zweigverein) ústředního rakouského spolku (Zentralverein für Bienenzucht in Österreich). V roce 1904 byla otevřena první včelařská škola (Steirische Imkerschule) při zemědělské škole (Landesackerbauschule) v Grottenhofu. K oslavám 80. narozenin císaře Františka Josefa I. pořádal spolek „Steiermärkische Bienenzuchtverein Graz“ během podzimní výstavy (Grazer Herbstmesse) od 1. do 9. října v roce 1910 v Průmyslové hale v Grazu Hospodářskou včelařskou výstavu a zároveň 2. října sjezd štýrských včelařů „Steirischen Imkertag“.
Významnou osobností v oboru včelařství se nejen pro Štýrsko stal Leopold Gombocz. Narodil se v maďarské vesnici Károlyfa, která se nachází nyní na území Slovinska pod novým názvem Korovci. V roce 1903 zakoupil Gombocz v nedaleké vsi Laafeld (Bad Radkersburg) hospodářskou usedlost a začal se věnovat chovu včel. Velmi brzo se mu podařilo z malého hospodářství vybudovat velkovčelařství. Proslavil se zejména transportem včelstev po železnici, pro která vyvinul speciální železniční vagóny.

### Vévodství korutanské
První pokusy o založení včelařských spolků se v Korutanech objevily hned po zřízení c. k. Společnosti pro hospodářství a umění (k. u. k. Gesellschaft für Ackerbau und Künste – 1765). Jednotně vystupovali včelaři teprve až během tzv. Klagenfurtské včelí války (Bienenkrieg zu Klagenfurt - 1778, 1794). Po zrušení hospodářských společností císařem Josefem II., válečných útrapách a následném úpadku včelařství se včelaři snažili znovu organizovat, nejprve v roce 1843, později v roce 1860 v hospodářské společnosti (k. u. k. Ackerbaugesellschaft). V roce 1894 se podařilo Emilu Wagnerovi zřídit odbor pro včelařství (Section für Bienenzucht der k. u. k. Ackerbaugesellschaft Klagenfurth), který inicioval z Prahy. Pobočný včelařský spolek (Zweigverein für Bienenzucht Klagenfurt) začleněný pod ústřední rakouský včelařský spolek ve Vídni (Zentralverein für Bienenzucht in Österreich) založil v roce 1898 Langhammer a Mayer v čele s předsedou Balthasarem Knappitschem. Spolek čítal 17 členů a vlastnil 211 včelstev. 6. ledna 1900 vystřídal Knappitsche ve vedení Clemens Mayer.
Očekávané změny na sebe nedaly dlouho čekat. Ještě tentýž rok se konal pod záštitou arcivévody Ferdinanda v Klagenfurtu od 13. do 17. srpna včelařský sjezd (45. Wanderversammlung der deutschen und österreichisch-ungarischen Bienenwirte), kterého se zúčastnili návštěvníci z celého světa. Sjezd doprovázený výstavou a bohatým programem měl evropskou úroveň a vysloužil si mnohé pochvaly. Clemens Mayer se také zasloužil v roce 1901 o zařazení povinného předmětu včelařství na učitelských institutech a zrovna tak o zavedení včelařské nauky do učebních osnov na školách. Po založení zemského včelařského svazu (Landesverband für Bienenzucht in Herzogtum Kärntens) 4. února 1904 byl Clemens Mayer zvolen jeho předsedou.
Vzhledem k tomu, že se tento rok v Klagenfurtu objevily první případy moru včelího plodu (Faulbrut), uspořádal Dr. Wilhelm Winkler ve Vídní první osvětové školení. Pokladník včelařského spolku Karl Bauer rozběhl v roce 1907 v Hirtu v okrese Sankt Veit an der Glan sociální projekt „Včely pro železniční hlídače závor“ (Bienen für die Schrankwärter). V pozadí projektu stála snaha získat železniční dráhy pro transporty včelstev. Neblaze poznamenala včelstva v Korutanech zima 1908/1909. Ze 40 000 jich více než polovina zahynula, ve středních Korutanech jich vyhynulo skoro sto procent. Nejlépe na tom byla včelstva v Klagenfurtu, kde už od zimy 1902 včelaři přikrmovali cukrem, takže se jim 70 procent včelstev podařilo zachránit.
Po vypuknutí první světové války narukovala valná většina členů spolků na frontu. Nakonec se o osiřelá včelstva staraly ženy. Do funkce předsedy byl po Kropfovi 6. ledna 1917 zvolen Ernst Mauerer. Společně s Klingensteinem sehnali v říjnu několik centů cukru, který naředěný se sladkým jablečným moštem zachránil včelstva před nejhorším. Poválečná doba přinesla nejen rozpad Rakouska-Uherska, ale také bídu a značný úbytek mužské populace. Ještě v roce 1920 se o včelstva staraly převážně ovdovělé ženy.

### Vévodství krajinské

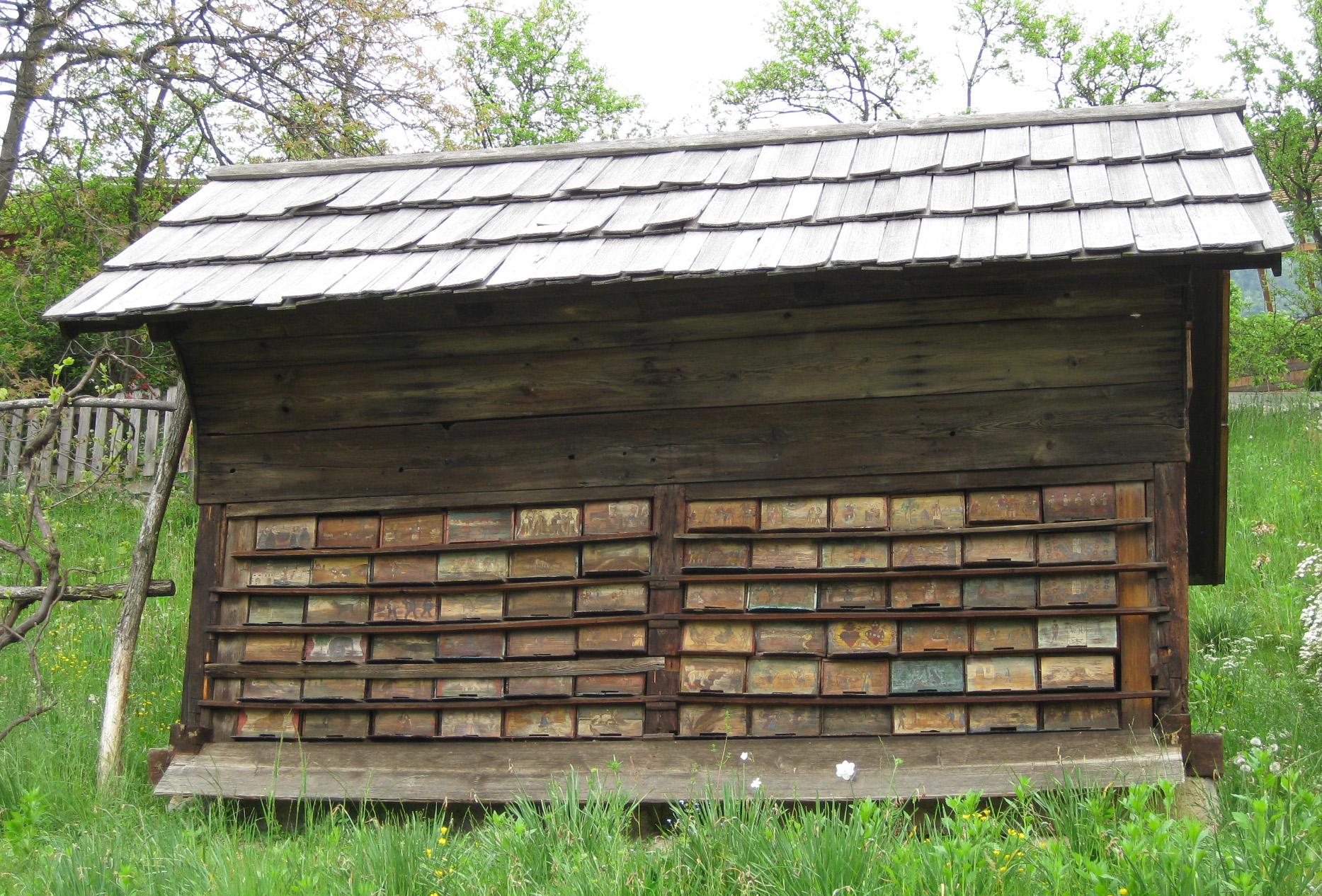
Tradiční dřevěné úly krainischer Bienenstock nebo také kranjič jsou typické svou malbou na předních stěnách.

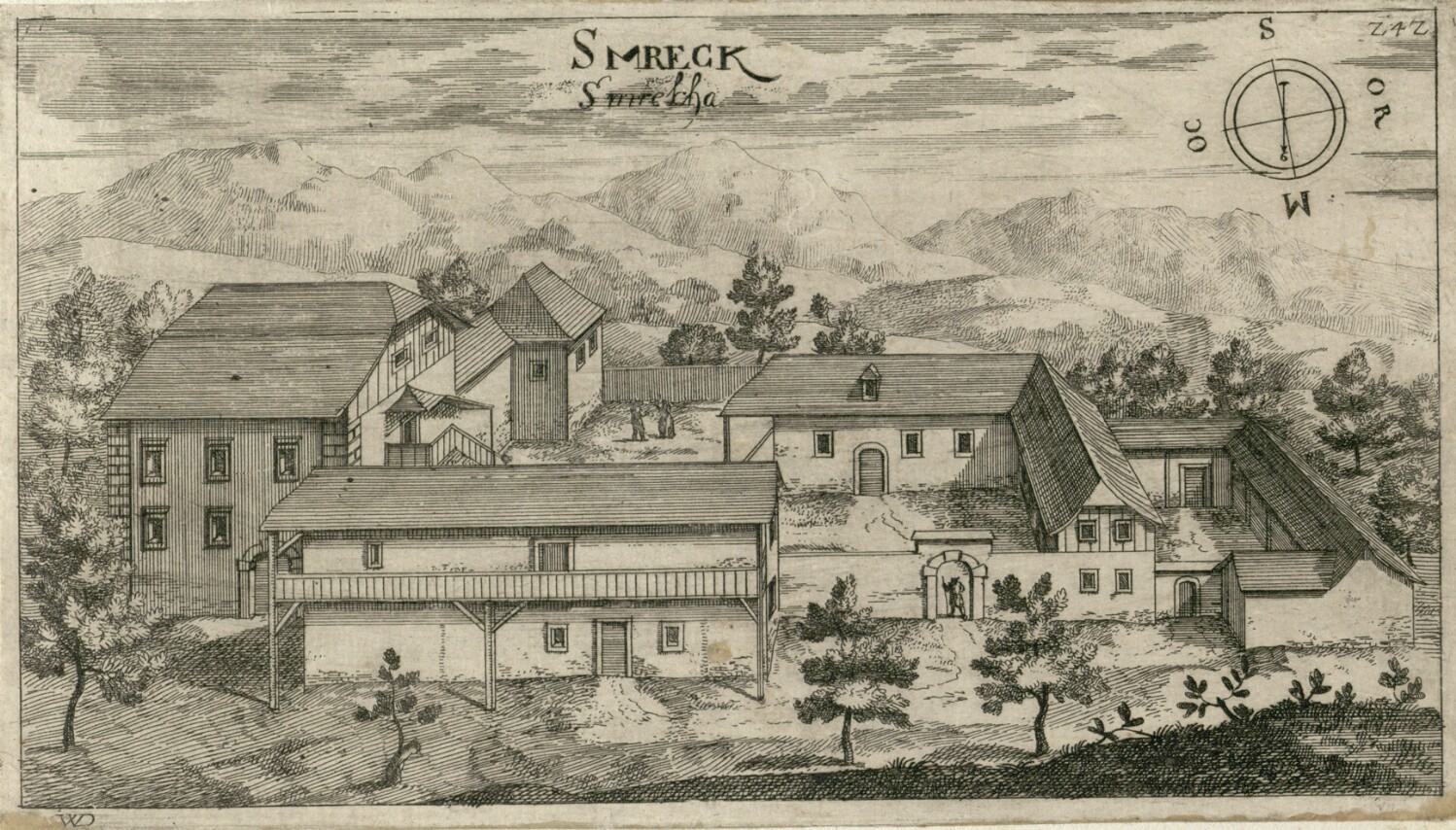
Rodinné sídlo rodu Rothschütz - hrad Podsmreka

V Horním Kraňsku založila Hospodářskou společnost v Lublani (k. k. Landwirthschafts-Gesellschaft für das Herzogthum Krain) Marie Terezie již v roce 1767. V roce 1770 jmenovala Antona Janšu prvním včelařským učitelem na „Theresianische Imkerschule“ ve vídeňském parku Augarten (přeložené z Belvedere). Za Josefa II. znovu obnovená hospodářská společnost se dělila na obor vinařský, ovocnářský, hedvábnický, včelařský a dobytkářský. Z těch se nakonec v Lublani vydělily dva spolky: zahradnický (krainerischen Gartenbauverein) a včelařský (krainerischen Bienenzuchtverein).
Včelařským centrem se stala v roce 1868 obchodní společnost ve Višnje Gore „Krainer Handelsbienenstand zu Weixelburg“ založená baronem Emilem Rothschütz. Ten se inspiroval včelařským spolkem na Moravě, kde se mu líbila spolupráce mezi moravskými a německými včelaři. První valná hromada včelařského spolku „Kranjsko čebelarsko društvo“ (Krainer Bienenzuchtverein) se pojila s velkou včelařskou výstavou dne 3. července 1873 v Lublani. Spolku předsedal baron Emil Rothschütz, prvním místopředsedou se stal farář Josef Jerič, druhým místopředsedou Dr. Razlag (Reichstagsabgeordneter), náhradníky františkánský pastor Salvator Pintar a farář Lukas Poreuta. Dne 15. července 1873 vyšlo první číslo kraňského odborného včelařského časopisu „Krainer Biene“ v němčině a slovinské verze „Slovenska čebela“ (Slovinská včela) pro oblast Kraňska, Štýrska, Korutan, Gorici a Istrii. Baron Rothschütz se také zasloužil o chov a export včely Apis mellifica carnica nazývané včela kraňská (Krainer Biene), který se svojí odolností hodil k pěstování v různých klimatických oblastech. Na začátku 20. století exportovalo Kraňsko plné vagóny těchto včelstev, proto je také nazýván otcem včely kraňské - „Vater der Krainer Biene“.
V dubnu 1875 se objevily u včelařského spolku finanční problémy, které odstartovaly i třenice národnostní a zrušení německé verze časopisu Krainer Biene. Předseda spolku Baron Rothschütz odstoupil a věnoval se především své obchodní společnosti. V lednu 1876 byl zvolen novým předsedou Jerič, který redigoval slovinskou verzi časopisu. Spolek byl přejmenován z »Krainer Gesellschaft für vernünftige Imkerei« na „Slowenische Gesellschaft für vernünftige Imkerei“. Časopis „Slovenska čebela“ přestal vycházet již v roce 1882 a dva roky na to v roce 1884 ukončil svou činnost i samotný spolek. Rodina Rothschütz se snažila vyplnit mezeru, která vznikla zrušením slovinského včelařského a sadařského časopisu „Slovenski čebelar in sadjerejec“ (Der slowenische Imker und Obstbauer) (1889), vydáváním vlastního německého časopisu „Imkers Rundschau“ v letech 1890 - 1893. Časopis vycházel v nákladu společnosti „Krainer Handelsbienenstand“ z rodinného sídla na zámku Podsmreka u Višnja Gora a vycházel jednou měsíčně.

### Okněžněné hrabství tyrolské a Země vorarlberská
Snahy Marie Terezie o zlepšení hospodářské situace na území Tyrolska se promítly v založení „Tiroler Ackerbaugesellschaft“ v roce 1767. Bohužel členy Hospodářské společnosti byly především úředníci a jen velmi malé procento velkostatkářů. Teprve po roce 1848 se projevily první povzbudivé výsledky v hospodářství. Slibným krokem se jevila 10. května 1838 v Innsbrucku do života povolaná „Landwirtschaftsgesellschaft“. Pobočky zřídila v Severním Tyrolsku a Jižním Tyrolsku, jednu italskou sekci otevřela v Tridentu a Roveretu, ale také ve Vorarlbersku. Politické události na území Tyrolska dospěly tak daleko, že italská sekce v roce 1851 ukončila svoji činnost a v Bolzanu se odbor všemožně snažil distancovat od Innsbrucku (1852). V roce 1882 zavedená zemská kulturní rada (Landeskulturrat) sestávala ze samostatných sekcí: odbor pro Německé Tyrolsko v Innsbrucku a odbor pro Italské Tyrolsko v Tridentu.
Zakládání včelařských spolků v Tyrolsku spadá teprve do druhé poloviny 19. století. V Severním a Jižním Tyrolsku vzniklo postupně 24 spolků (Bienenzuchtvereine), které od roku 1892 zastřešovala v Innsbrucku ústřední organizace „Bienenzüchter-Zentralverein Tirol“. Všechny včelařské spolky se staly členy říšského rakouského svazu „Reichsverband für Bienenzucht“. Velkou slávou se pro tyrolské včelaře stala v roce 1893 v Innsbrucku konaná všeobecná průmyslová a obchodní výstava pro účely včelařského hospodářství a vědy (Industrie- und Gewerbeausstellung für bienenwirtschaftliche und bienewissenschaftliche Zwecke). Na začátku první světové války existovalo na území Německého Tyrolska 54 včelařských spolků.
Po odtržení Vorarlberska od Tyrolska (1861) založili včelaři v Dornbirnu 1. února 1868 „Erster Vorarlberger Bienenzuchtverein zu Dornbirn“, který potvrdilo k. k. místodržitelství v Innsbrucku. Na sjezdu včelařů, který se konal v červnu 1872 ve Feldkirchu, vznesli včelaři přání zakládat další filiální spolky. Přání bylo ze strany místodržetelství vyhověno a v květnu 1873 se konalo slavnostní zasedání a založení včelařského pobočného spolku ve Feldkirchu.

## Zalitavsko

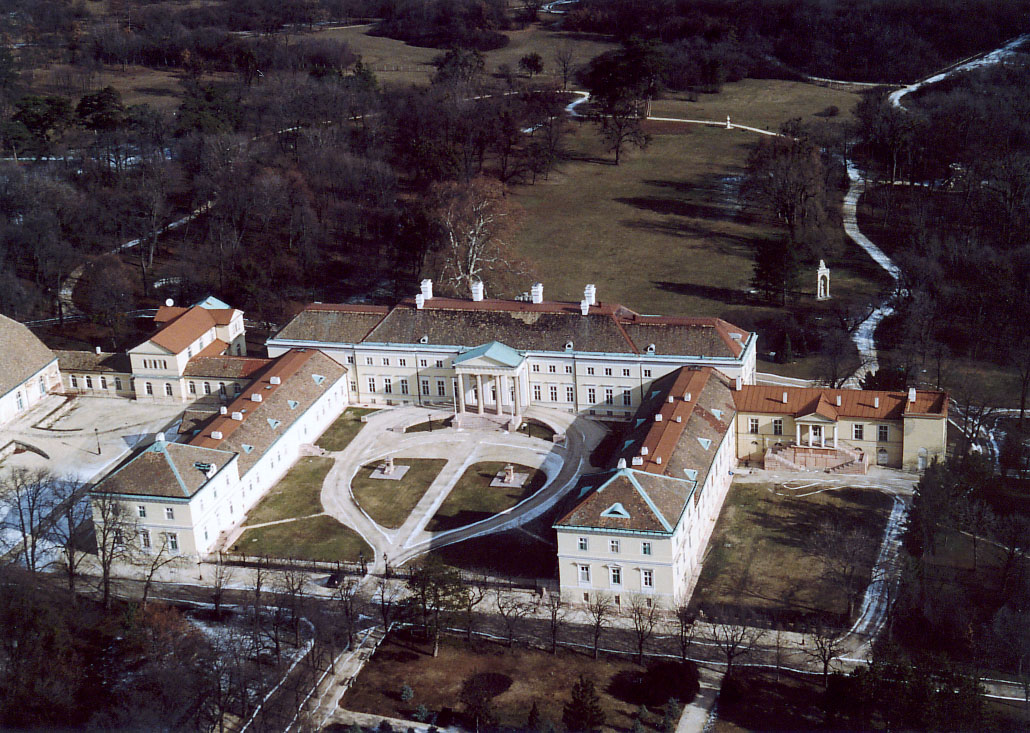
Rodinné sídlo šlechtického rodu Esterházy nedaleko obce Csakvár (Tschakwar) v kraji Fejér (Stuhlweiß). Včelařství hraběte Miklóse Móricze Esterházyho se vyznamenalo společně s včelařstvím faráře Károla Mayera na včelařské výstavě ve Válu, kde oba obdrželi zlatou medaili. Stříbrnou získal německý zahradník hraběte Esterházyho Gottfried Endersch, kterému vděčil Mayer za seznámení s německou včelařskou literaturou a časopisy.

První samostatný včelařský spolek na území Horních Uher se objevil v oblasti měst Banská Bystrica (Neusohl), Zvolen (Altsohl), Detva, Lipsch, Mitschine. Někteří včelaři zde vlastnili kolem 150-200 úlů. Již na začátku 19. století využívali dřevěných úlů podle faráře Johanna Ludwiga Christa (Kastenimkerei Metode). V roce 1810 založili v Banské Bystrici společnost „Gesellschaft der Bienenfreunde“.
Od poloviny 18. století přebraly vedoucí politickou roli města Bratislava (Pressburg), Sopron (Ödenburg) a Győr (Raab) se silnou německou menšinou. Z podnětu hraběte Stefan Széchenyi byla v Bratislavě v roce 1825 založena dostihová společnost „Renngesellschaft“, v roce 1828 přejmenovaná na „Pferdezuchtgesellschaft“. Na začátku 18. století byl Budín (Ofen) ještě nevýznamným městečkem. Pod vlivem habsburské decentralizace a postupně sílící maďarizace vznikl v Pešti 18. června 1835 hospodářský spolek „Ungarische Landes- Agricultur-Verein”- (Orszâgos Magyar Gazdasâgi Egyesiilet - OMGE), pod kterým dobytkářská společnost z Bratislavy dále fungovala. Pod zemskou hospodářskou společností se v roce 1880 konstituoval maďarský zemský včelařský spolek "Ungarische Landes-Bienenzuchverein“.
Téměř současně vznikly vedle maďarského zemského hospodářského spolku (OMGE) ještě dvě pro včelařství důležité hospodářské společnosti. Ve Spišské župě v roce 1841 „Agricultur-Verein“ v Levoči (Leutschau), v rámci níž se od počátku organizovali němečtí včelaři (Leibitz, Nissdorf, Poprad, Schweselbad). A o tři roky později (1844) byl založen hospodářský spolek v Sedmihradsku (Siebenbürgische Agricultur-Vereine) v Cluj-Napoce (Klausenburg), pod kterým byl v roce 1880 založen včelařský spolek pod názvem „Siebenbürgische Imker-Verein“. Po roce 1867 (Rakousko-uherské vyrovnání) a zejména po roce 1873, kdy byl založen Maďarský svaz (magyar szővetsvég), se maďarizace dotkla i zakládaných včelařských spolků. Jedinou státně uznanou řečí se stala maďarština (viz ministerský předseda Dezső Bánffy). Všechno, co nebylo maďarské, bylo zakázáno. To se týkalo i spolkových stanov a veškeré písemné agendy včelařských spolků.
Od roku 1890 zastřešoval říšský maďarský hospodářský svaz „Reichsverband Landwirtschaftlicher ungarische Vereine“ všechny odborné hospodářské spolky celého Uherska. Spadal pod něj nejen „Ungarischer Bienenzuchtverein“ založený v roce 1880 v Budapešti, ale i včelaři pod hospodářským spolkem „Siebenbürgische Landwirtschaftliche Verein“ v Cluj-Napoce (Kolozsvâr), „Siebenbürgisch-Sächsische Landwirtschaftliche Verein“ v Sibiu (Hermannstadt, Nagyszeben), včelařský spolek „Südungarischer Bienenzuchtverein“ pod hospodářskou společností v Temešváru (Temeschwar) (Südungarische Landwirtschaftliche Verein) a včelaři pod západouherským hospodářským spolkem „Westungarische Landwirtschaftliche Verein“ v městě Szombathely (Steinamanger). Pod tyto hospodářské společnosti tedy i spadaly včelařské spolky: „Arader-Bienenzuchtverein“, „Báč-Bodroger-Bienenzuchtverein“, „Bánfalvaer-Bienenzuchtverein“ a „Békeser-Bienenzuchtverein“.
Dzierzonův úl byl v Uhrách poprvé představen ve včelařském kalendáři „Imker-Kalender“ (Méhész Naptár) v roce 1856 (editor Mihál Ságha) a do uherského včelařství zaveden na konci 19. století. Károl Mayer, děkan z farnosti Csákvár, představil na sjezdu včelařů r. 1884 ve Válu a v r. 1886 v Opavě svůj nový úl (Mayersche Bienenstock). Od roku 1874 jej včelaři ze spolku „Südungarischen Imkerverein“ již oficiálně používali a na přelomu let 1885/1886 jej maďarské ministerstvo pro polní hospodářství, průmysl a obchod zavedlo jako jednotnou povinnou maďarskou normu (Vereins-Bienenstock) pro všechny spolky. Putovní sjezd německých a rakousko-uherských včelařů, který se měl konat v Bratislavě v roce 1914, byl z válečných důvodů zrušen.
Na pobřeží Ilýrie byla založena v roce 1867 „Ackerbaugesellschaft“ v Terstu, v Gorice hospodářská společnost „k. k. Landwirthschafliche Gesellschaft“ v roce 1765 a istrijská „Ackerbaugesellschaft“ v Rovinji v roce 1867. Německé včelaře z Uherska sdružoval od roku 1873 také včelařský spolek „Verein der Bienenfreunde in Krain, Steiermark, Kärten, Görz und Istrien“, do jehož časopisu Krainer Biene svými literárními články také přispívali (podporovali jej hlavně faráři, učitelé, státní úředníci z Tardösked, Dunaszeg, Essegg, Adorjan, Sturia, Lugos, Sárvár, Eisenstadt, Arad, Leopoldstadt, Ujfalu, Nagy-Kovaksi, Odogös, Kirchdrauf, Güns, Szegedin, Tötmegyer, Bogdany, Laskafeld, Furta, Macsa, Futtak, Donnerskirchen, Bikacs, Filipovar, Keczöl atd.)

## Spolková činnost a členství
Včelaři v pobočných spolcích rozšiřovali a zlepšovali chov včel, zřizovali nové včelíny (po nařízení Josefa II. hlavně u škol), nakupovali nové úly, nástroje a vybavení, pořádali včelařské výstavy a trhy s medem a medovými výrobky či poskytovali poradenství při výsadbě medonosných stromů a rostlin. Osvěta sestávala z přednášek, odborných rozprav nebo vlastní publikační práce. Spolek vedl také odbornou včelařskou knihovnu. Členové spolku byli pojištění proti požáru, proti vloupání a proti škodě, kterou by včely způsobily jiné osobě (tzv. povinné ručení). K jarnímu a podzimnímu zakrmení včel vedení spolku obstarávalo nákup nezdaněného a neznečištěného cukru (během první světové války jen malé množství znečištěného cukru). I ve svých oblastech pořádali místní a okresní sjezdy (Wanderversammlungen) a účastnili se včelařských kurzů, které vedli kočovní učitelé „Wanderlehrer“.
V časopise „Krainer Biene“ z 15. ledna 1875 uveřejnil např. štýrský spolek „Verein zur Hebung der Bienenzucht in Steiermark“ na základě výnosu z 29. prosince 1874, že členské příspěvky (zahrnující předplatné časopisu) činí pro aktivní členy 1 zlatý a 50 krejcarů, pro podporující členy 2 zlaté a 50 krejcarů. Bez předplatného časopisu se odčítalo 50 krejcarů. Při novém členství vystavoval spolek na přání členský diplom za 50 krejcarů. Heslo německých včelařů znělo: „Arbeite, sammle, vermehre!“ (Pracuj, sbírej, rozmnožuj!) Prvořadým úkolem všech německých spolků na území Rakouska-Uherska zůstávalo teoretické i praktické šíření včelařství na principu Johanna Dzierzona, výuka včelařství na základních školách a pro členskou základnu obstarávání kvalitních, finančně dostupných úlů a včelařských potřeb za velkoobchodní ceny.

## Včelařské školy a učitelé

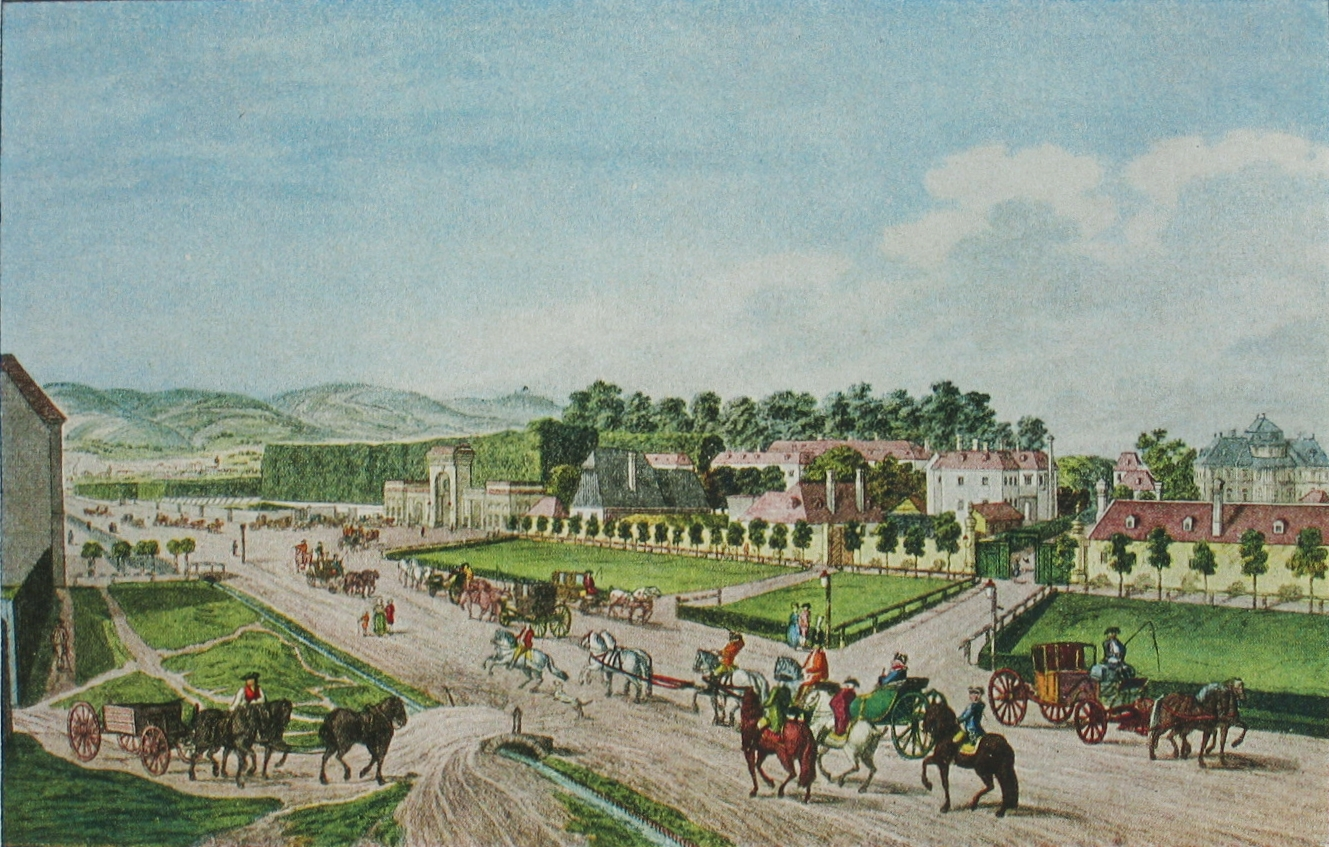
Augarten - místo první veřejné Tereziánské včelařské školy. Obraz od Johanna Zieglera z roku 1782.

Vládnoucí rakouská arcivévodkyně a maďarská a česká královna Marie Terezie byla jednou z nejvýznamnějších panovnic éry osvícenského absolutismu. V roce 1769 založila v Belvederu (přeložena do Augarten) první veřejnou včelařskou školu na světě, která nesla jméno „Theresianische Imkerschule“ (Tereziánská včelařská škola) a zrovna tak vydala 08. dubna 1775 zákon na podporu včelařství. V důsledku nového tereziánského patentu a nadšení pro včelařství se objevily veřejné školy také v Brně, ve Wiener Neustadt, v Novém Kníně, Grazu, Innsbrucku a Lvově. Nicméně škola ve Vídni přežila po smrti učitele Antona Janschi pouhých osm let.
V roce 1781 ztratila pro císaře Josef II. na atraktivitě a včelařské veřejné školy byly zrušeny. V roce 1787 se císař rozhodl podpořit včelařství formou prémií, které měly být vyplaceny chovatelům větších množství včelstev. Dekretem z roku 1799 nařizoval urychlenou výsadbu medonosných rostlin a v roce 1808 se týkalo nové nařízení učitelů, kteří s okamžitou platností měli zavést na školách praktickou včelařskou výuku. Každý žák, který se obzvláště vyznamenal při údržbě včelstva, byl odměněn solidním dřevěným úlem. Tato školní akce přinesla viditelný výsledek, jelikož v roce 1817 se nacházelo po celém území provincií 118 157 úlů. Na vojenských institutech se vyučovalo mimo válečných věd také zemědělství a včelařství. V roce 1900 byla ve Vídni (Wiener Prater) založena včelařská škola s úly podle amerického vzoru a s ní největší včelařské muzeum v Evropě, které v roce 1937 vyhořelo. To byl také jeden z důvodů pro zrušení stávající školy. Absolventi včelařských škol se nazývali „Wanderlehrer“. Jejich úkolem bylo putovat po spolcích a přednášet včelařskou osvětu a novátorství po celé monarchii. Od počátku 19. století zažilo včelařství revoluční proměnu. Obyvatelstvo bylo vyzýváno k výsadbě medonosných stromů a bylin a poučováno o tom, že sběr medu stromům neškodí, ale podporuje jejich plodnost.

## Včelařské sjezdy
Ústřední včelařské spolky (Deutsche Zentralverein, Österreichische Zentralverein) pořádaly střídavě včelařské sjezdy spojené s výstavou a přednáškami po celém území Německa a Rakouska-Uherska.

### Wanderversammlung der deutschen Bienenwirte
- Vídeň, 14. - 15. 9. 1853
- Brno, 1865

### Wanderversammlung der deutschen und österreichisch-ungarischen Bienenwirte
- Innsbruck, 8. - 9. září 1867
- Znojmo, 25. srpna 1869 - na počest vzniku prvního samostatného moravského včelařského spolku
- Feldkirch, červen 1872
- Lublaň, 3. července 1873
- Praha, 1879
- Vídeňské Nové Město, 1881
- Vál, 1884 (Uhersko)
- Budapešť, 25. - 28. srpna 1887 (Uhersko)
- Opava, 1886
- Kremže, září 1888
- Kremže, 28. - 31. 8. 1890
- Kremže, 3. - 5. 9. 1894
- Liberec, 13. - 18. srpen 1896
- Salcburk, 4.- 8. 9. 1898
- Klagenfurt, 13. - 17. srpen 1900
- Vratislav, srpen 1901
- Dornbirn, 1904
- Leoben, 1906
- Vídeňské Nové Město, srpen 1908
- Štýrský Hradec, 1. - 9. říjen 1910
- Bratislava (Pozsony), 1914 - se nekonal kvůli vypuknutí první světové války (Uhersko)

## Včelařské časopisy
- Alpenländische Bienenzeitung vycházel od 1912 pod názvem „Tiroler Bienenzeitung“; od 1957 pod titulem „Alpenländische Bienenzeitung“; od 1958 pod titulem „Alpenländische Imkerzeitung“; až do současnosti „Alpenländische Bienenzeitung“; nová orientace od 1938 (leden 38 - březen 39).
- Bienenvater - vycházel od 1869 do 1938; od 1939 do 1945 „Donaulandimker“; od července 1946 do 1950 pod titulem „Der Österreichische Imker“; od 1951 do současnosti „Bienenvater“.
- Bienenvater aus Böhmen
- Blätter für Bienenzucht - německý vč. časopis v Maďarsku (Landesvereine der Bienenzüchter in Ungarn), Budapest, 1885 - 1892
- Honigbiene von Brünn - redaktor Ziwansky, Franz, od 1867 (Bienenfreunde in Mähren und Österr. Schlesien. Hrsg. v. Vereine zur Hebung und Förderung der Bienenzucht für Mähren und Österr. Schlesien)
- Krainer Biene - německý ilustrovaný časopis pro včelařský spolek „Verein der Bienenfreunde in Krain, Steiermark, Kärten, Görz und Istrien“, vycházel od 1873 se založením „Kraine Bienenzucht-Verein“
- Oberösterreichischer Imker - vycházel od 1896 do 1973, od sešitu 11/1938 přejmenován na „Der Donauland-Imker“, přešel v roce 1943 do „Imkerpraxis“; 1949 vycházel zase jako „Der oberösterreichische Imker“; 1974 přešel do „Bienenvater, vychází v Horním Rakousku.
- Österreichisch-ungarische Bienen-Zeitung - časopis pro vývoj a šíření včelařství vycházel od 1878 do 1908.
- Ungarische Biene - německé listy zemského maďarského včelařského spolku (Detusches Organ des Landesvereines der Bienenzüchter Ungarns), Buziás (Buziásfürdő), 1872–1888, Budapest, 1892–1919,
- Steirischer Bienenvater - vycházel od 1904.
- Tiroler-Vorarlberger Bienenzeitung - vycházel od 1912 do 1933.

## Včelařské kalendáře
Včelařský kalendář „Fromme's Bienen-Kalender -Tagebuch für Bienenzüchter und Bienenfreunde“ vydávalo ústředí ve Vídni a tisklo dvorní nakladatelství Carl Fromme. Frommeovi kalendáře patřily k těm nejoblíbenějším. Kromě odborných včelařských informací a ilustrací obsahoval také všeobecné informace (genealogii císařské rodiny, rozpis ročních a týdenních trhů, rozpis cen fiakrů a koňských povozů, poštovní a telegrafní tarify, ceny kolků, ale i termíny z loterijních tažení, pohřební poplatky, astrologické příspěvky atd.), vycházející odbornou literaturu, nekrology a inzeráty. Fromme vydával kalendář v německém, maďarském, polském, italském a francouzském jazyce. Kalendář obsahoval pokyny pro včelaře, které byly řazené podle ročního období do včelařského roku. Jednalo se vlastně o zápisník s předtištěnými kolonkami. Do včelařského diáře si mohli včelaři doplňovat vlastní včelařské údaje. V kalendáři zveřejňovali včelaři odborné články, své zkušenosti, nápady, botanické příspěvky, přednášky ze sjezdů a různé potřebné rady.
Další v německém jazyce vydávané kalendáře:
- Der Imker-Bote aus Österreich – editor Alois Alfonsus, 1871 - 1927
- Badischer Imkerkalender - editor J. M. Roth, 1897
- Kalender für Deutsche Bienenfreunde - editor Dr. Kranchner, 10. ročníků, 1897
- Reepen's Taschen-Notizbuch und Kalender für Bienenzüchter – editor Hugo von Buttel-Reepen a Rudolf Dathe
- Taschen-Kalender für Bienenzucht, Obst- und Gartenbau - editor J. Elsässer
- Monatskalender für Anfänger - editor Ecke, 1885

## Galerie

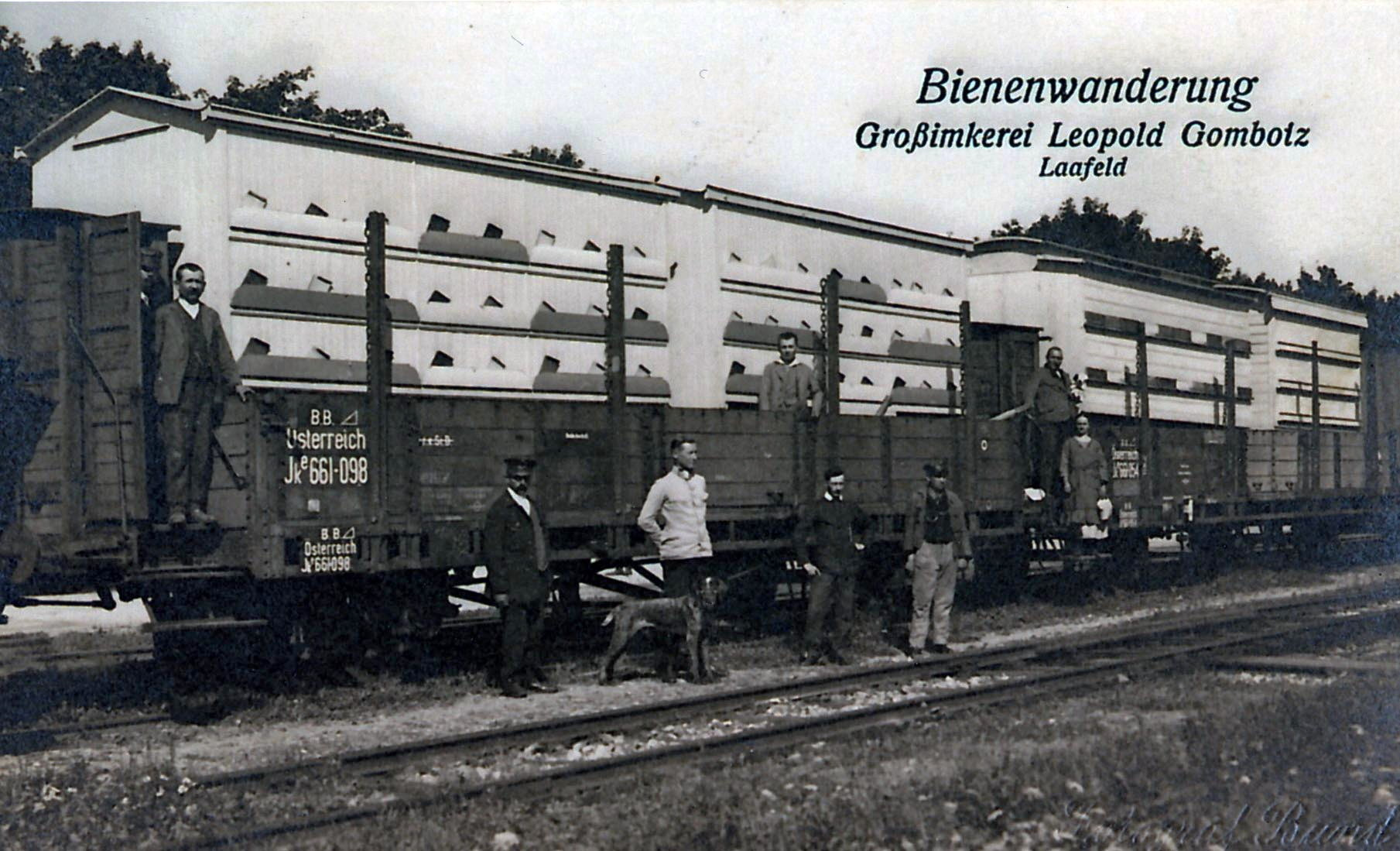
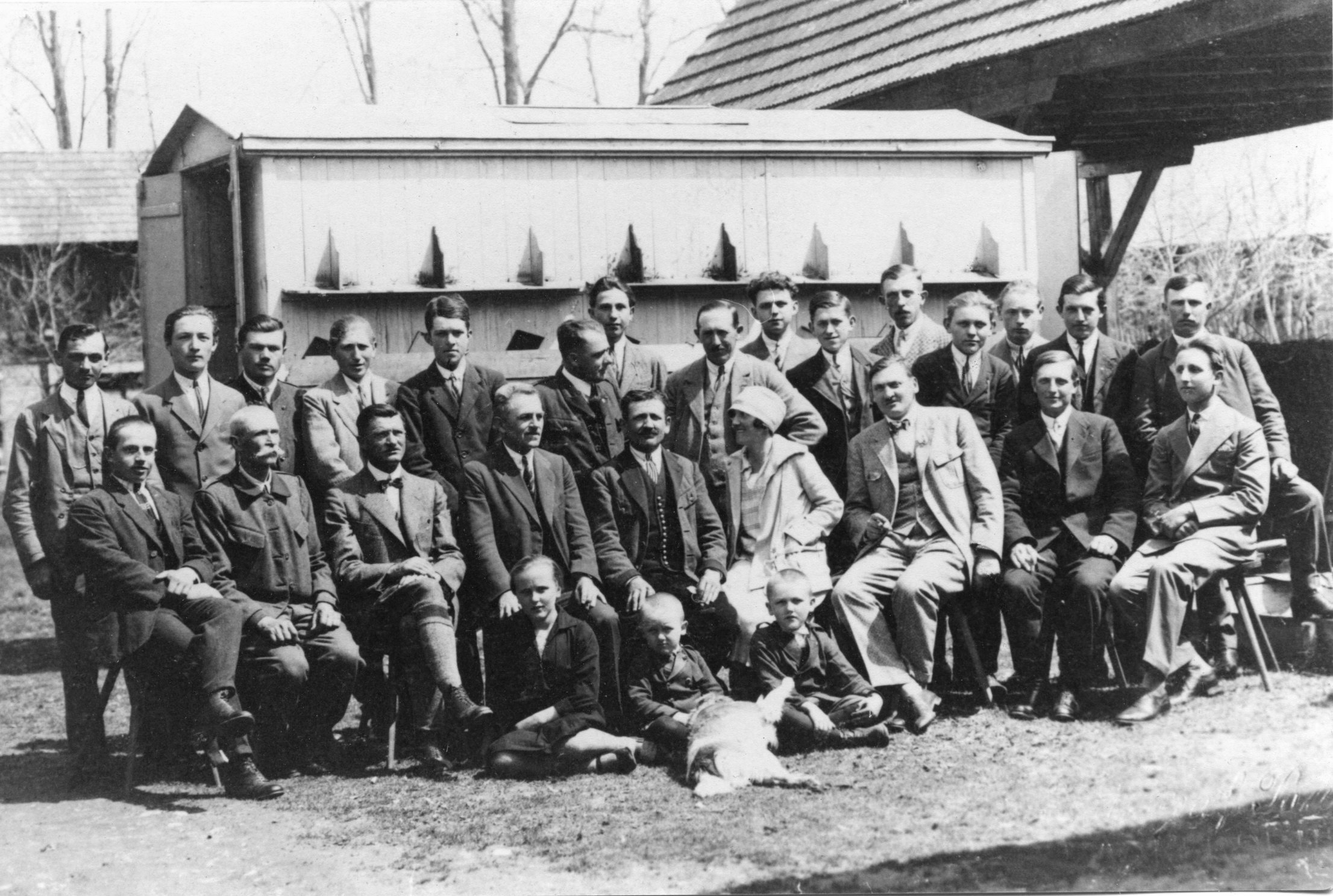
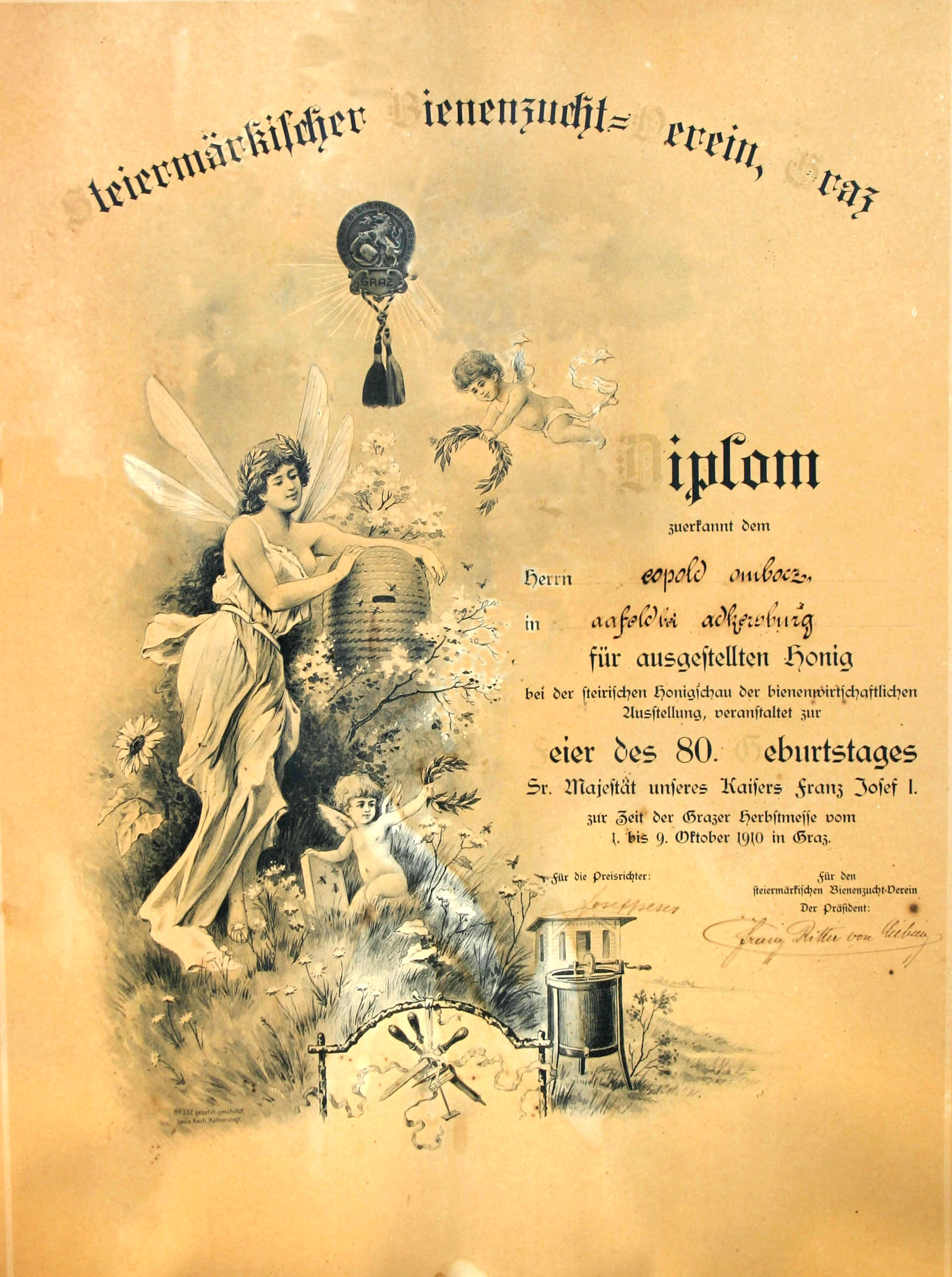
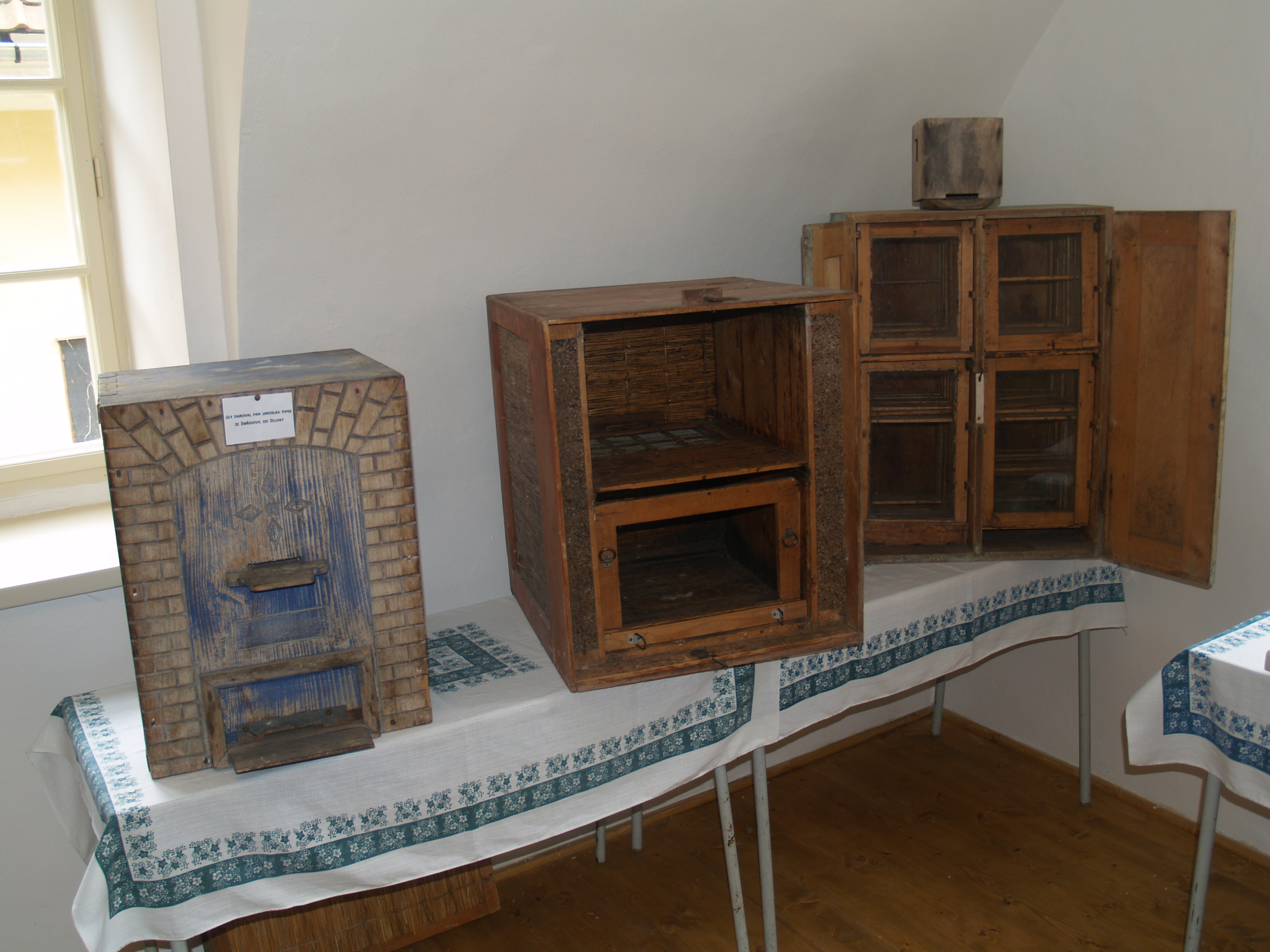

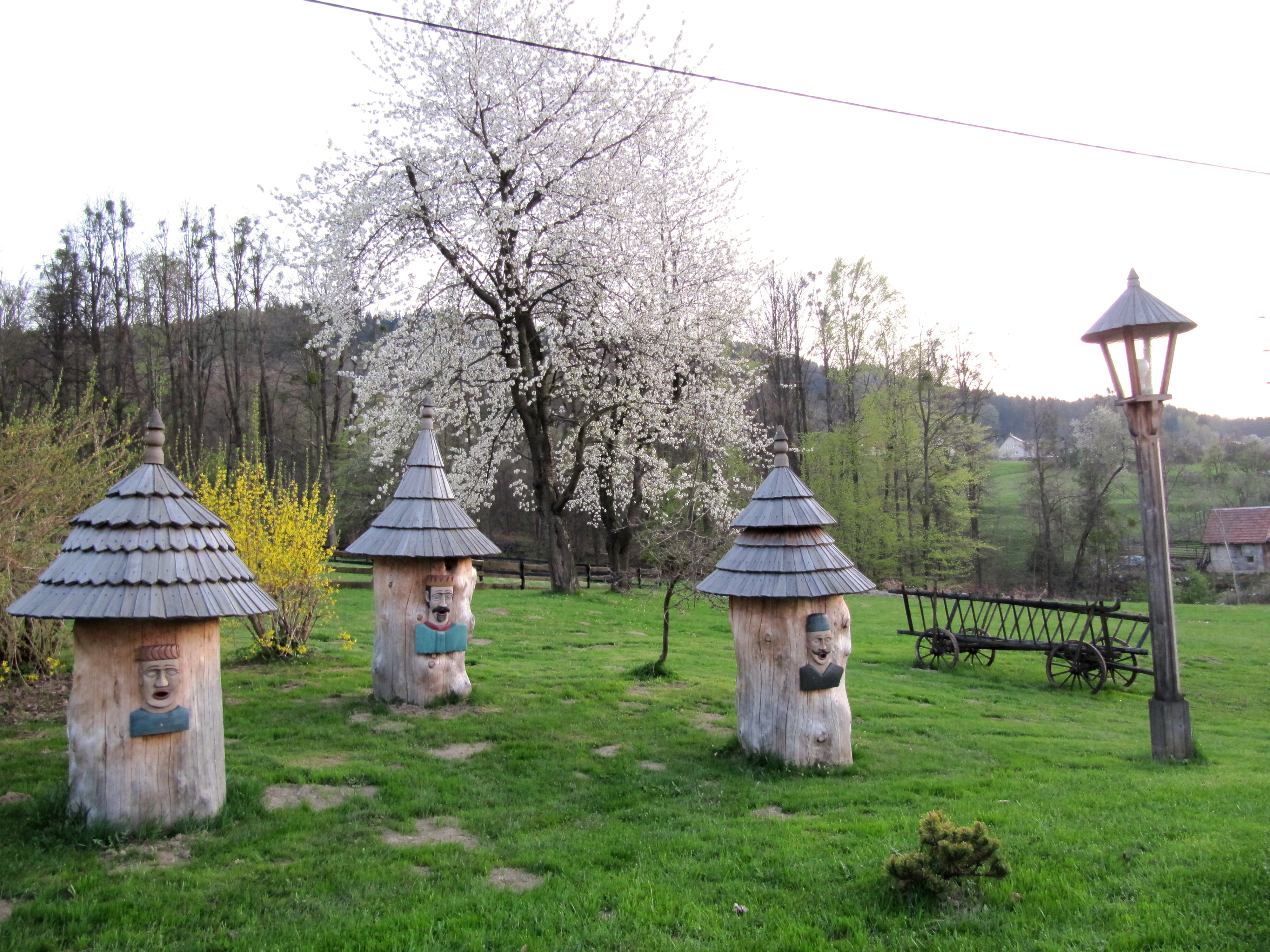
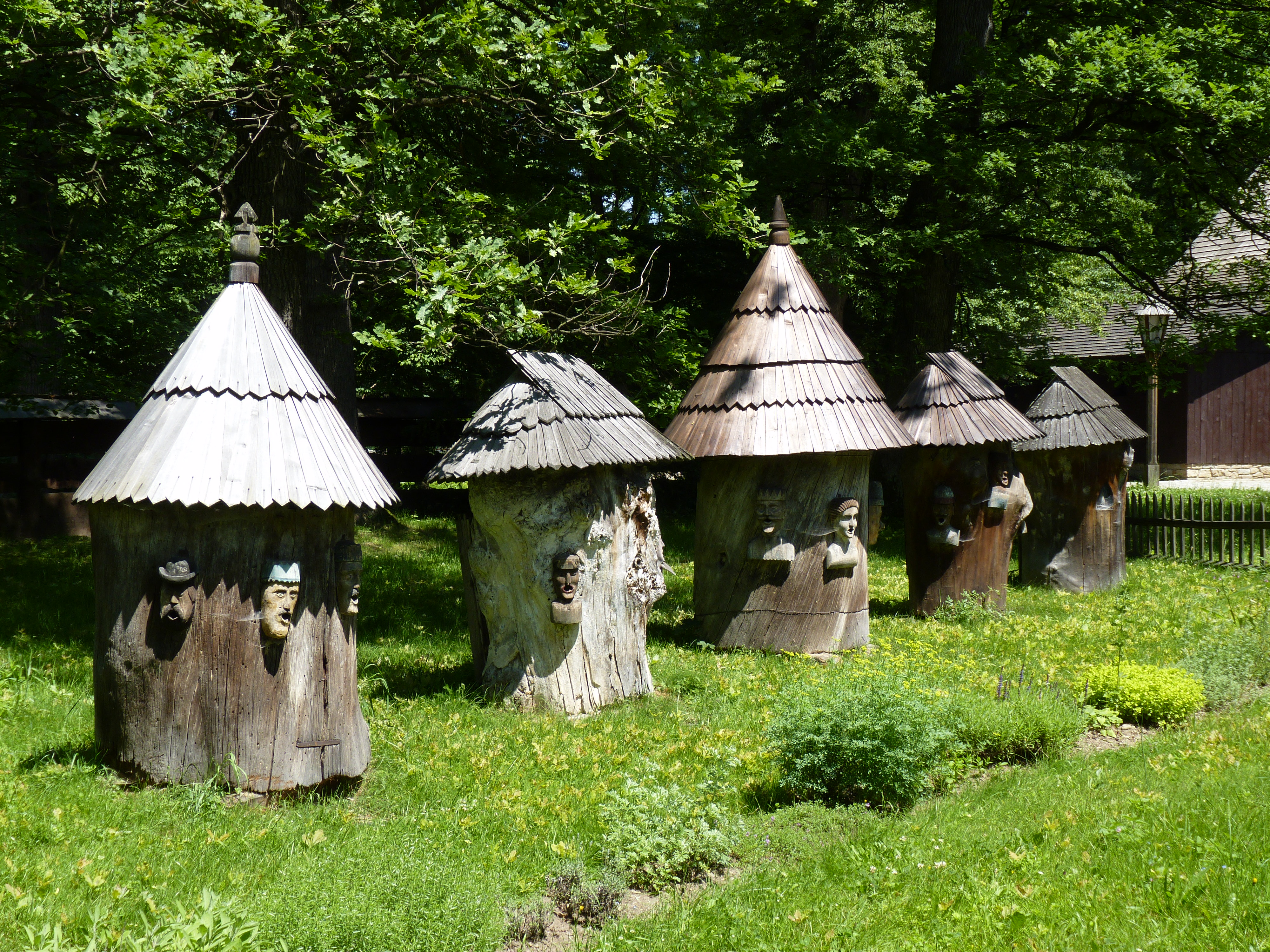
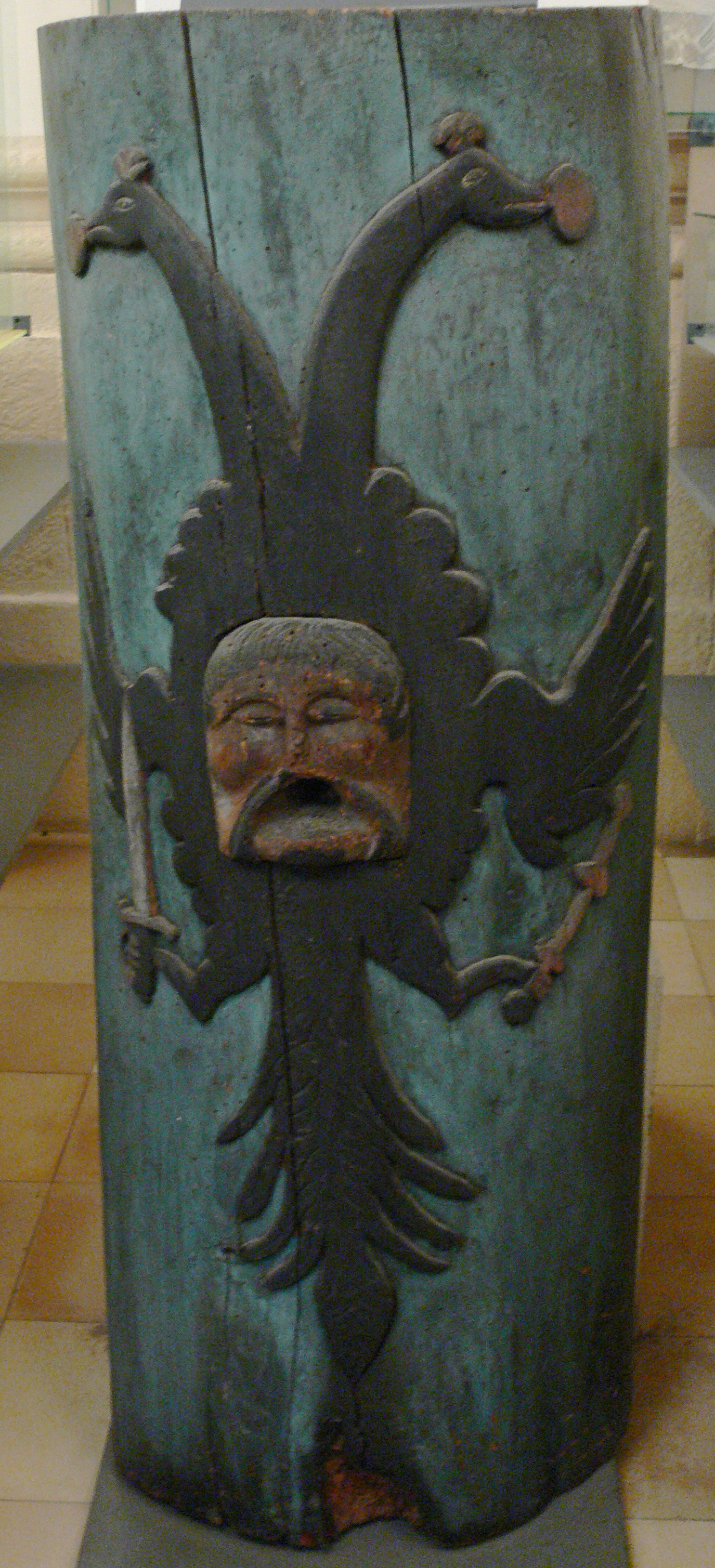
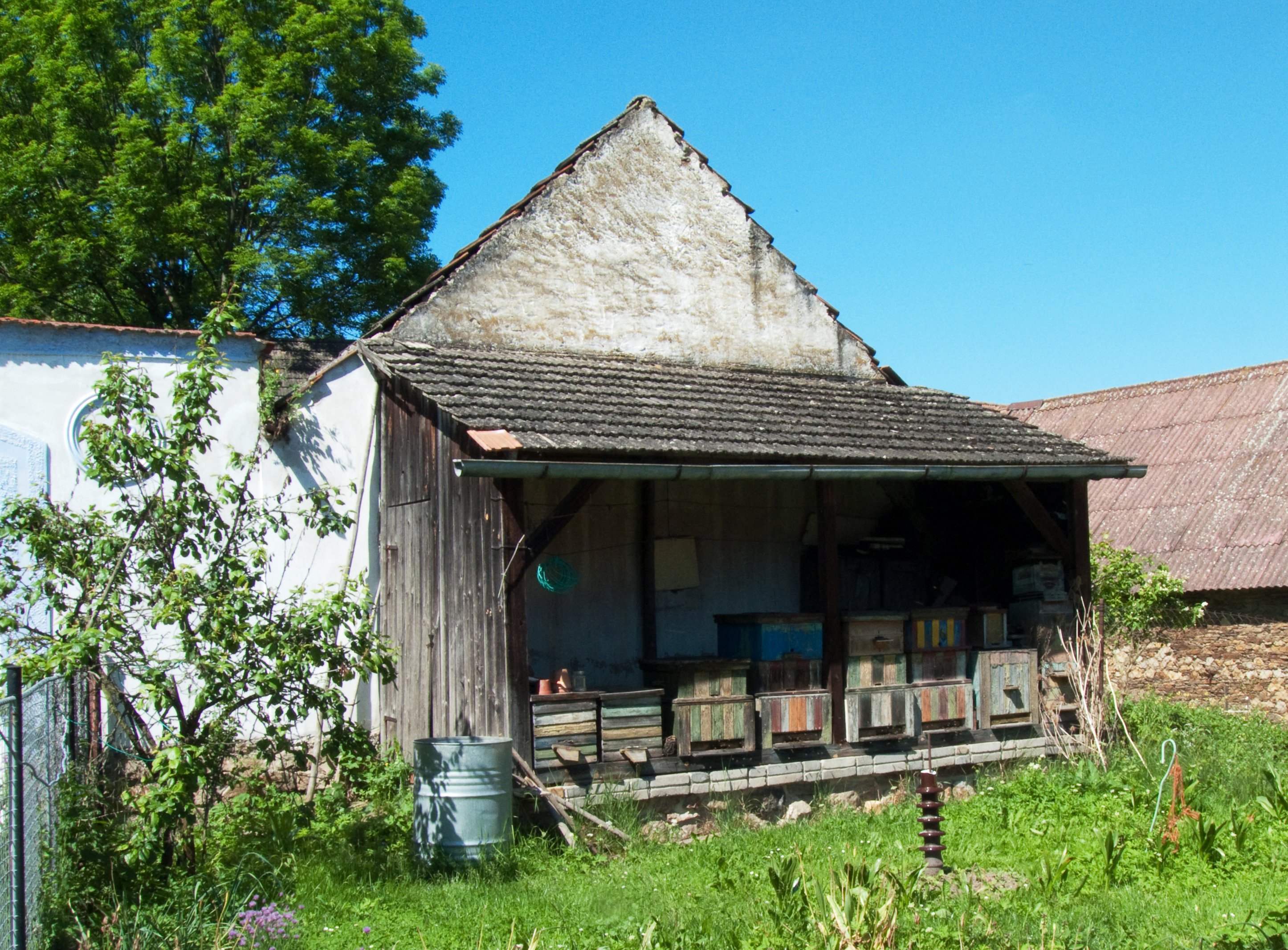

### V českém jazyce
- BERÁNEK Vladimír: Vývoj racionálního včelaření na Moravě a ve Slezsku I. Vlastivědný věstník moravský, 1973, 25:257-266
- BERÁNEK Vladimír: Když plásty tekly medem. MK Benešov. 2003
- BERÁNEK Vladimír: 150 let organizovaného včelařství na Moravě a ve Slezsku. 2004. Včelařství 2004/1-12
- KRAČMER Bedřich, MORAVEC Jan: Z dějin Základní organizace ČSV Brno město. Jubilejní včelařský sborník, 18-20. ZO ČSV Brno město, Brno 1984
- PTÁČEK Vladimír: Mendel a moravské včelařství. 150 let organizovaného včelařství na Moravě a ve Slezsku. Jubilejní včelařský sborník: 29-31. OV ČSV Brno-město, Brno 2004
- SKŘIVÁNEK Josef: 130 let organizovaného včelařství na Moravě. Jubilejní včelařský sborník: 8-17. ZO ČSV Brno-město, Brno 1984
- SKŘIVÁNEK Josef: 150 let organizovaného včelařství na Moravě a ve Slezsku. Jubilejní včelařský sborník: 9-16. OV ČSV Brno-město, Brno 2004

### V německém jazyce
- APIMONDIA: Bienenmuseum und Geschichte der Bienenzucht. - In: Bienenmuseum und Geschichte der Bienenzucht. Internationales Symposium über Bienenwirlschaft, Freiburg, BR Deutschland, 16.-18. August 1977. Apimondia-Verlag, Bukarest. (německy)
- ARMBRUSTER: Archiv für Bienenkunde, Band I, 1919 und Folgejahre. - Theodor Fischer Verlag, Leipzig, Freiburg, Berlin. (Hrsg.) (1919) (německy)
- BERNER, U.: Geschichte der Betriebsweise der deutschen Bienenzucht in den Grundlinien. - Archiv f. Bienenkunde, 11:291-309. (1920) (německy)
- BMLF, MANOVA GRABLER & KEPLINGER OEG: Strukturanalyse der österreichischen Bienenwirtschaft. BRETSCHKO, J. (1956): Imkerorganisation und Bienenzüchtung in der Steiermark. - Bienenvater, (německy)
- CLARA, O.: Vor der Gründung des Bienenzüchter-Zentral Vereines für Deutsch-Tirol. - Alpenländische Bienenzeitung, (1986) (německy)
- CLARA, 0.: Aus der Geschichte der Bienenzucht in Tirol. - Alpenländische Bienenzeitung, (1987) (německy)
- HAIDING, K.: Die alte Bienenhaltung in der Obersteiermark. Zeugnisse aus dem Landschaftsmuseum Schloß Trautenfels. - In: Bienenmuseum und Geschichte der Bienenzucht. Internationales Symposium über Bienenwirtschaft, Freiburg, BR Deutschland, 16.-18. August 1977. Apimondia-Verlag, Bukarest, (1979) (německy)
- HÄUSLER Josef: Die Entwicklung der K.K. Landwirtschaftsgesellschaft in Wien während ihres hundertjährigen Bestandes, Österreichische Land- und Forstwirtschaftsgesellschaft in Wien, 1. Januar 1907 (německy)
- HÖRANDNER, E., H. HUTSTEINER, R. MOOSBECKHOFER & H. ZECHA-MACHLY: Von Bienen und Imkern, von Wachs und vom Honig. - Verlag Christian Brandstätter, Wien. (1993) (německy)
- HÜSING, J. & J. NlTSCHMANN (Hrsg) (1987): Lexikon der Bienenkunde. - Ehrenwirth Verlag, München. (německy)
- JAHRBUCH der K.K. Landwirtschafts-gesellschaft in Wien, 1911 (německy)
- KROPFREITER, L.: Die Geschichte der niederösterreichischen Bienenzucht. - Niederösterreichischer Imkerverband, (1993) (německy)
- LACK, W.: Das österreichische Bienenzuchtmuseum in Orth an der Donau. - In: Bienenmuseum und Geschichte der Bienenzucht. Internationales Symposium über Bienenwirtschaft, Freiburg, BR Deutschland, 16.-18. August 1977. Apimondia-Verlag, Bukarest, (1979) (německy)
- MEHLER Johann: Die Landwirthschaft Des Königreichs Böhmen: Von Der Praktischen Bienenzucht, Volume 3, Taschenbuch
- RITTER Joseph v. Schreibers: Darstellung der Gründung und Entwickelung der k.k. Landwirtschafts- Gesellschaft in Wien als Fest-Album bei Gelegenheit der fünfzigjährigen Jubiläumsfeier der Gesellschaft, 1857 (německy)
- RUTTNER, F: Johannes Dzierzon und die deutsche Bienenzucht. - ADIZ, (1981) (německy)
- STATUTEN der Kaiserlich-königlichen Landwirthschafts-gesellschaft in Wien (německy)
- WITZGALL Johann: Das Buch von der Biene, 1898, Deutschland, Unikum Verlag 2012 (německy)